# Неоготика
Неоготика, або псевдоготика[джерело?] — напрямок в архітектурі, що сполучає елементи готики з ясними композиціями, що йдуть від класицизму. Частка «нео» — вказівка, що стиль виник на новому етапі розвитку архітектури кінця XVIII-середини XIX століття і є складовою частиною так званих історичних стилів.

## Історія виникнення

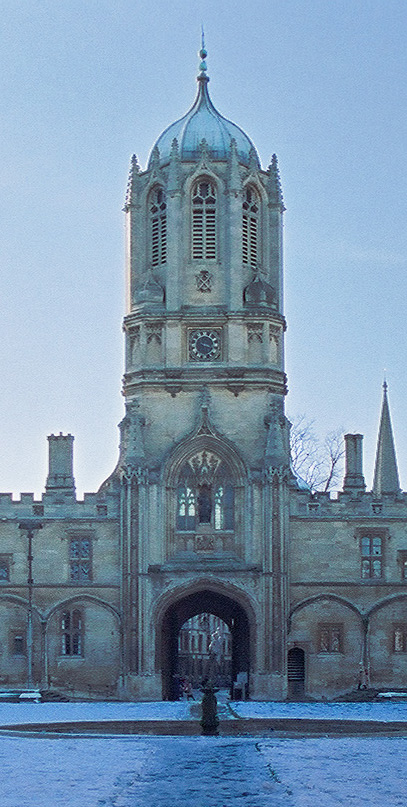
Крістофер Рен, готична Вежа Тома, 1681—1682 рр., Оксфорд, коледж Крайст-Черч.

Ідея відродити готичну архітектуру на новому етапі належить англійським діячам, стурбованим «занепадом духовності». У Британії добре збереглися зразки соборів, церков і замків доби готики та романського стилю, що сприймалися характерною рисою національної культури. На відміну від країн континентальної Європи, цікавість до готики в країні практично не вщухала протягом століть. Навіть запровадження протестантизму (у формі англіканства), відхід місцевого священства від католицизму, не відбили зацікавлення готичною архітектурою. Її місцеві форми були підтримані професорами та студентами англійських університетів (Оксфорда, Кембриджа) навіть у XVII столітті, ігноруючи досвід новітніх європейських стилів. Представник англійського класицизму XVII ст. архітектор Крістофер Рен вибудував вежу Томаса в Оксфорді з використанням готичних форм, ігноруючи європейське надбання тогочасного бароко та власний досвід.
У 18 столітті готичні форми як декор присутні в магнатських садибах англійських аристократів. Моду на готичний декор в інтер'єрі започаткував Горас Волпол, що справило враження не тільки на друзів чи візитерів до його садиби, а й на широку публіку.

## 18 століття

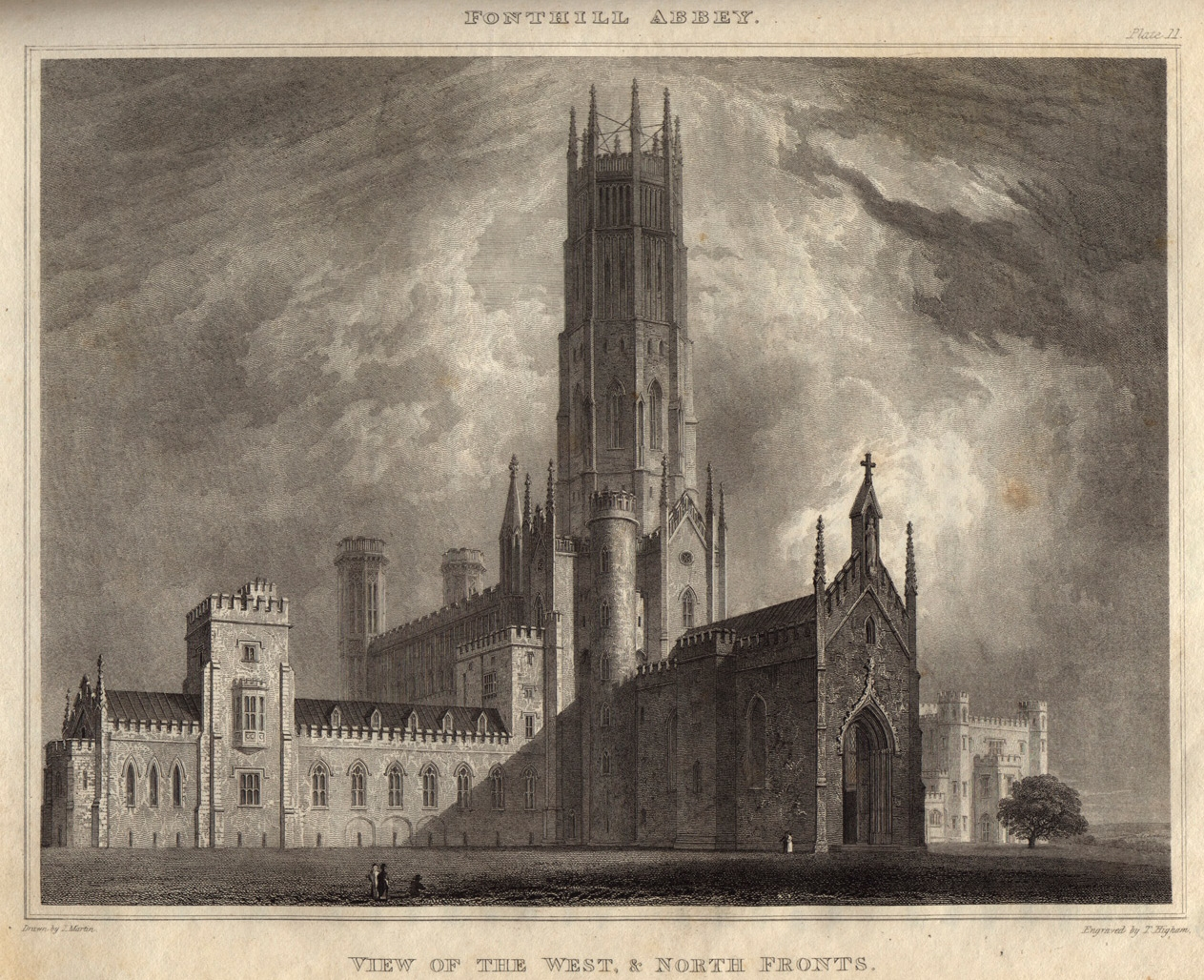
Гравер Джон Ріттер. Садиба Фонтгілл-Еббі, гравюра 1823 р.

Початок відновлення англійської готики розпочався в Британії наприкінці XVIII століття через пошуки національного архітектурного стилю, який отримав назву Gothic Revival — «Готичне Відродження».
Увагу сучасників прикували експерименти з відновлення форм готичної архітектури, які розпочав Вільям Бекфорд. Син мера Лондона у 1795 році розпочав будівництво у Вілтширі власної садиби Фонтгілл-Еббі. Родзинкою проєкту стала восьмикутна 90-метрова вежа. Зовнішні фасади садиби сильно нагадували форми готичного абатства, що й означено у назві садиби (еббі — абатство). Назва досить розповсюджена з доби англійської реформації, коли конфісковані споруди католицьких монастирів і монастирських земель передали новим світським власникам. Так, колись католицькі абатства і сакральні споруди стали житлом дворянських родин.
Садиба Фонтгілл-Еббі приваблювала не тільки готичними формами, а й подіями, бо тричі за 30 років обвалилася її вежа. Будівництво і ремонти тривали до 1813 року. Садиба Бекфорда та її скандальна слава мала вплив на сучасників, а її сенсаційна «слава» наробила галасу в Європі. По смерті власника вежа вкотре обвалилася, а садибу зруйнували.
Але досвід не пропав дарма. Інженерна школа британців з XVII століття посіла провідні позиції в Європі. У XIX столітті англійці, французи та німці жваво дискутують, де саме виникла європейська готика. Але перше місце в відновленні форм середньовічної архітектури віддали Великій Британії. Були використані нові інженерні досягнення при збереженні середньовічних готичних форм. Так виникла неоготика XIX століття.

## Підтримка діячів романтизму
Відновленню готичних форм на новому етапі сприяли й діячі європейського романтизму. Розчарування у застиглих, поміркованих формах ампіру і пізнього класицизму (і ідеях доби просвітництва, що їх підтримували) привели до протиставлення їм варварської, «неримської», некласичної архітектури.
Розповсюдженню цікавості до історичної готики в Європі сприяли й твори письменників-романтиків. Шатобріан оспівував готичні руїни, доводив, що саме середньовічне готичне мистецтво найкраще зобразило «геній християнства». Французький поет і письменник Віктор Гюго робить собор паризької Богоматері — головним героєм власного роману з тією ж назвою. Англійський мистецтвознавець Джон Раскін навіть доводив моральну перевагу готичної архітектури, а середньовічний Палац дожів у Венеції вважав центральною спорудою світу. Як видно, єдності в лавах романтиків не було, але пропаганда спрацювала.

## Середина XIX століття

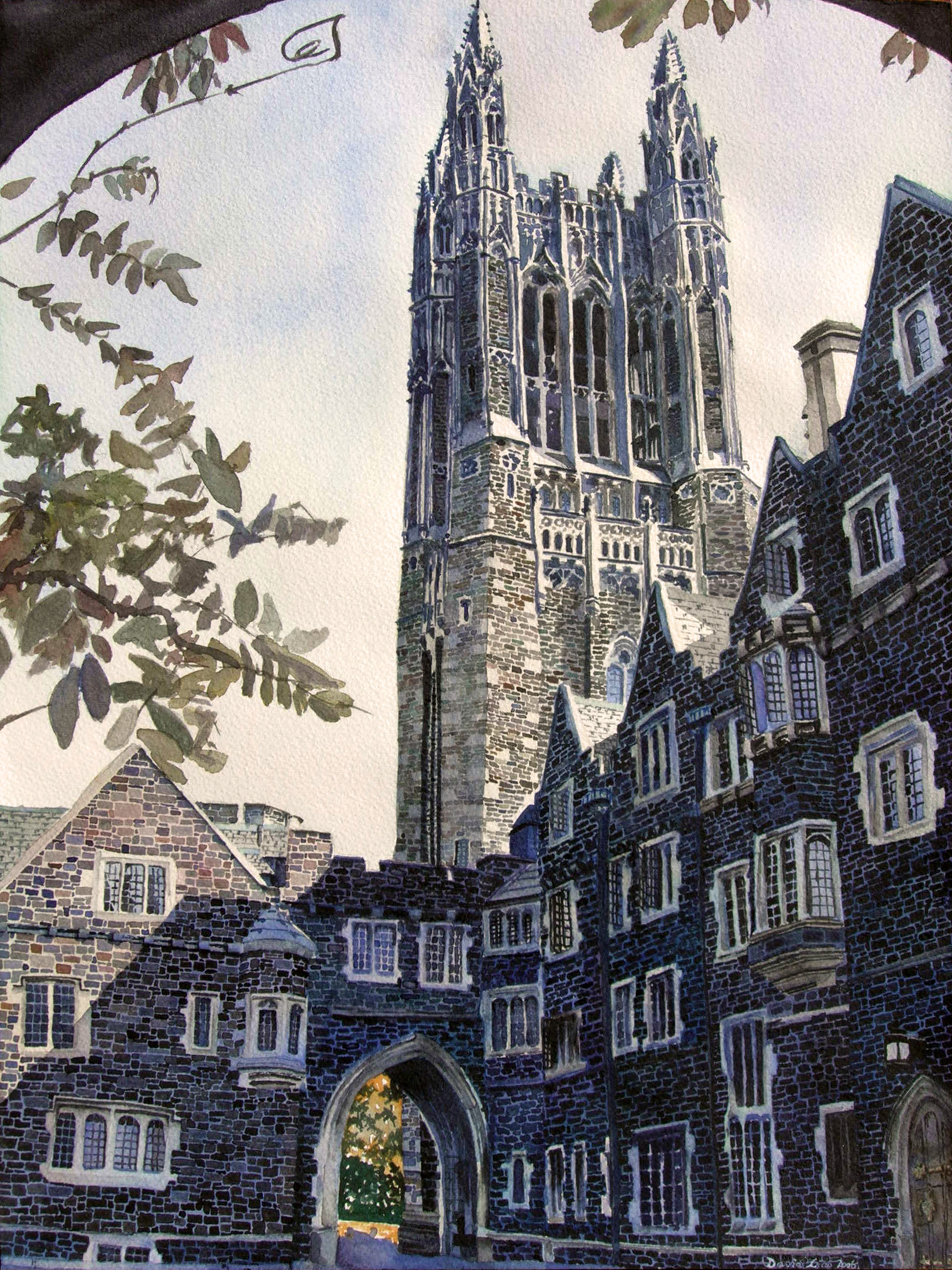
Клівлендська вежа вищої школи Принстонського університету, штат Нью Джерсі, Сполучені Штати, акварель

Уряд Британії офіційно визнав неоготику національним стилем. Після пожежі колишньої будівлі Британського парламенту право на проєкт нової споруди у 1834 році передали Огастесу П'юджину, прихильнику неоготики. Разом з Чарльзом Баррі — Огастес П'юджин створив Вестмінстерський палац, який визнали зразком стилю. Неоготичні декорації отримали: королівський суд, залізничні вокзали, ратуші, мости та низка державних споруд Британської імперії.
У 1870-ті роки масова кількість неоготичних споруд у Британії вже дозволила аналізувати архітектурну ситуацію в країні, почали оприлюднювати праці з історії цього стилю.
У добу королеви Вікторії Британська імперія як у метрополії, так і в колоніях провела масову забудову в неоготичному стилі, офіційно підтриманому урядом. Навіть споруда нового Парламенту в столиці відбулася в неоготичному стилі, стала візитівкою Лондона, розійшлася в тисячах листівок і зображень по всьому світу. Ще більше захоплення неоготикою мали архітектори при побудові університетських корпусів Британії та Сполучених Штатів. Відтоді архітектурний образ багатьох університетів по обидва боки Атлантичного океану сформувала саме неоготика і пізній класицизм.

## Ставлення до неоготики
І в самій Британії не всі схвально сприйняли неоготику. Палкий прихильник середньовічного мистецтва, Джон Раскін, однак, не схвалював неоготику в архітектурі. І якщо офіційні кола Британії всіляко підтримували неоготику архітектора П'юджина, Раскін наважився критикувати і її, і твори самого П'юджина.
Мистецтвознавця Джона Раскіна дратували історичні стилі XIX століття, як несамостійні, вульгарні, хаотична забудова міст і сіл. Але новий і самостійний архітектурний стиль (відмінний від неоготики) так і не був вироблений у XIX столітті. І заклики Раскіна не могли дати розв'язки проблемі. Вийшло, що він лише окреслив одну з естетичних проблем XIX століття, але не міг допомогти її вирішенню. З його точки зору, ані використання неоготики, неорококо, ані неоренесансу не несло сподіваної гармонії.

## Галерея

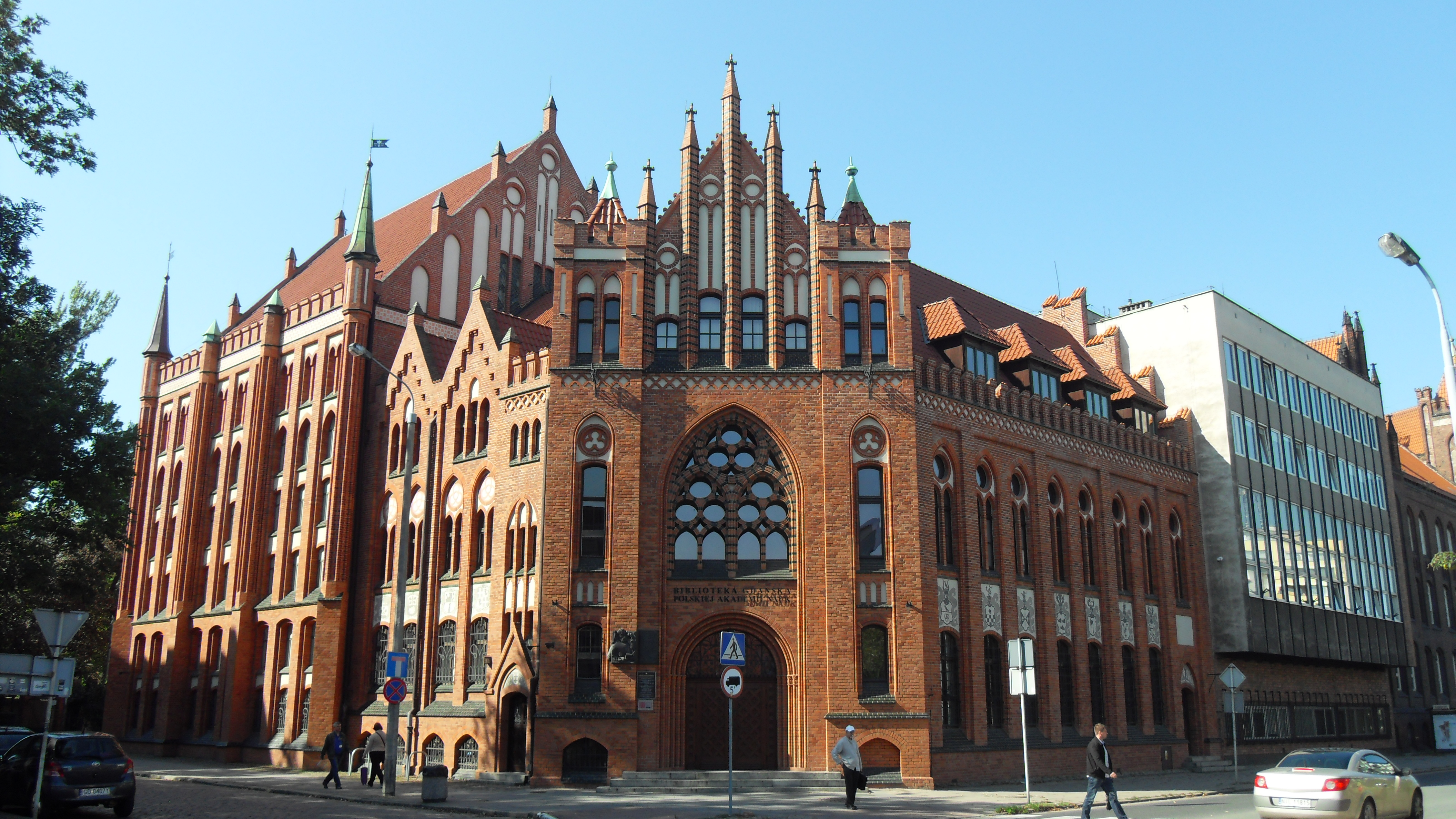
Бібліотека Академії наук, неоготика,1905 р., Гданськ, тепер Польща

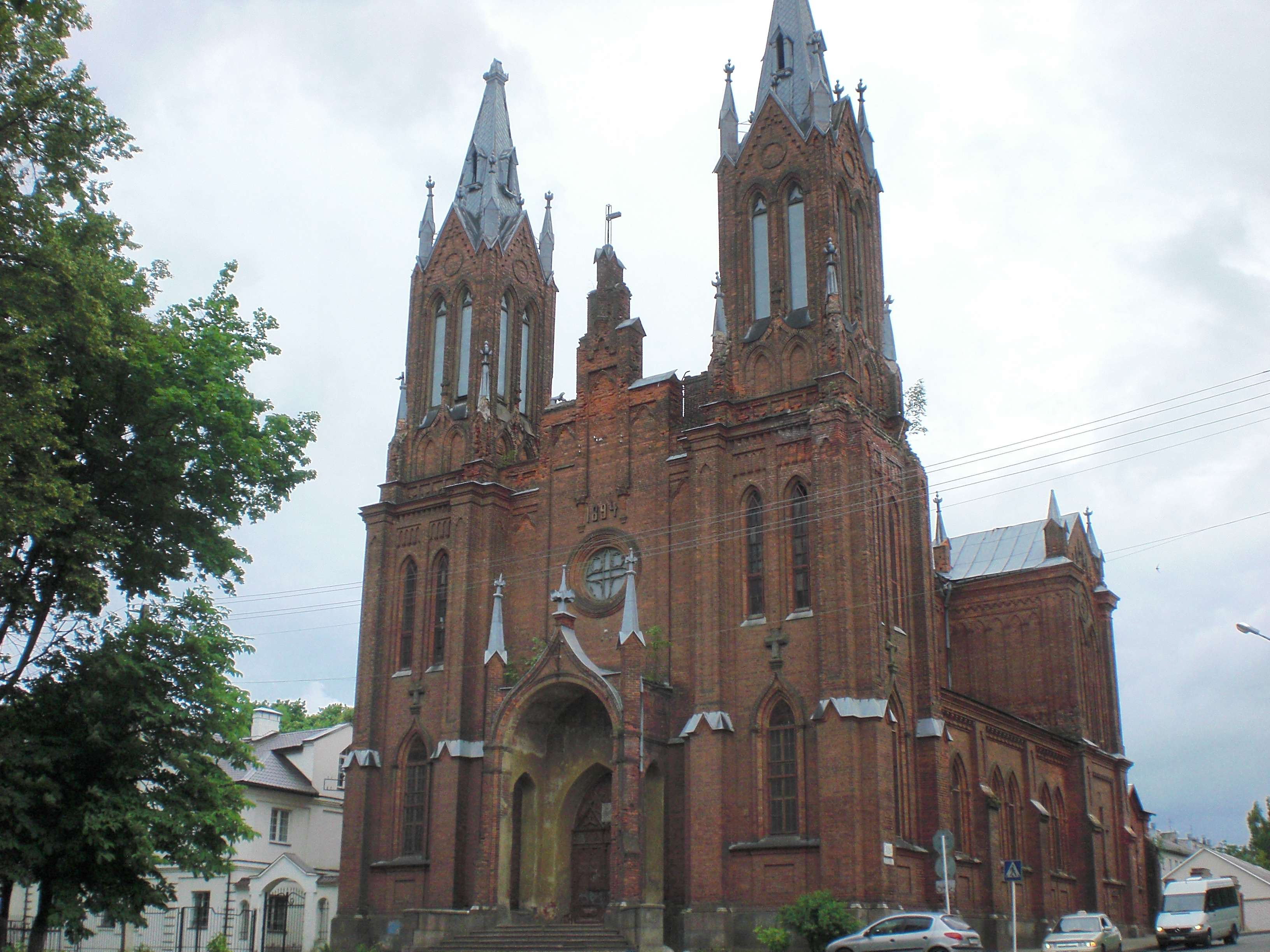
Костел Непорочного Зачаття Пресвятої Діви Марії (Смоленськ)

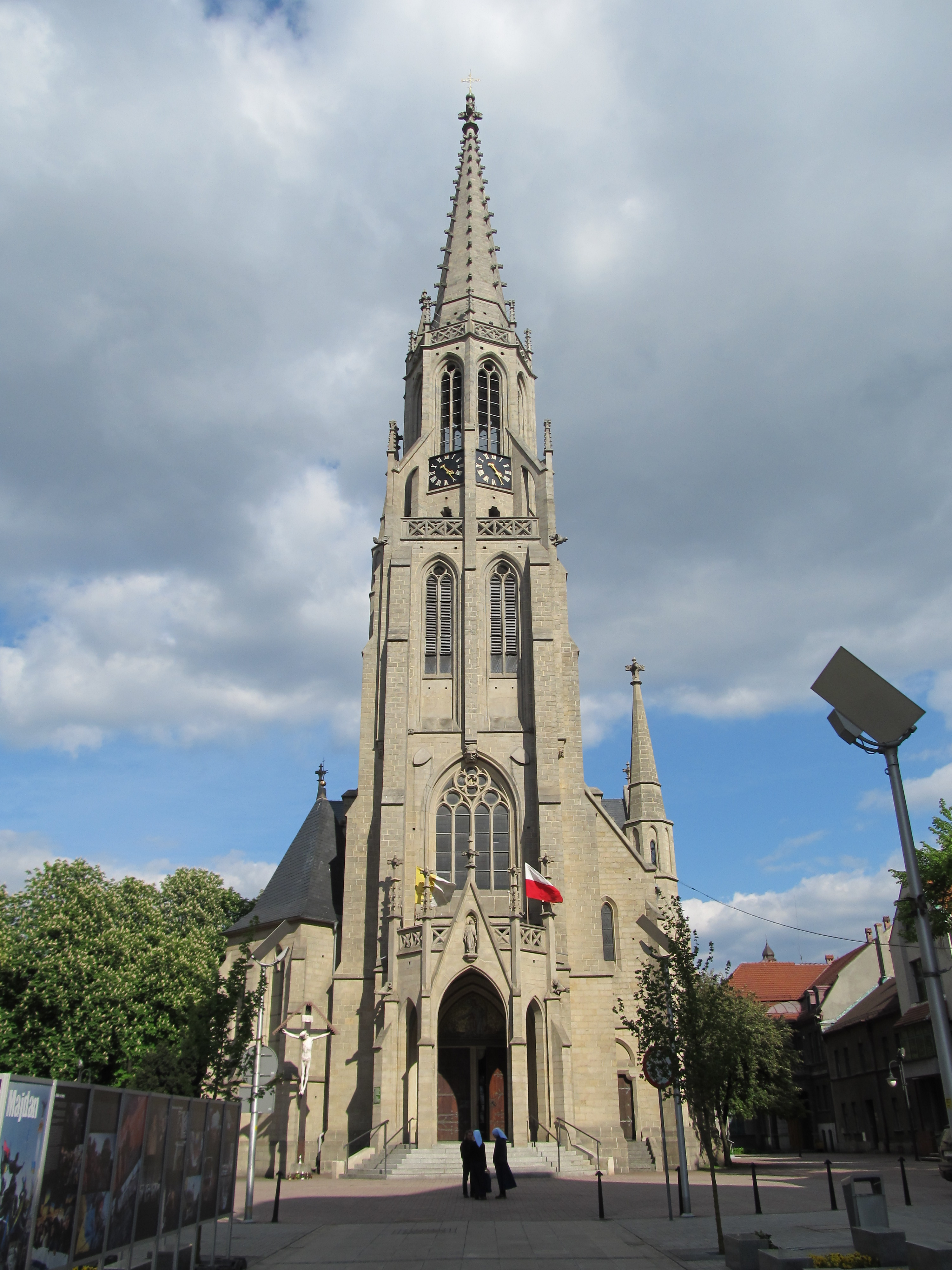
Церква в Катовицях, Польща (1870)
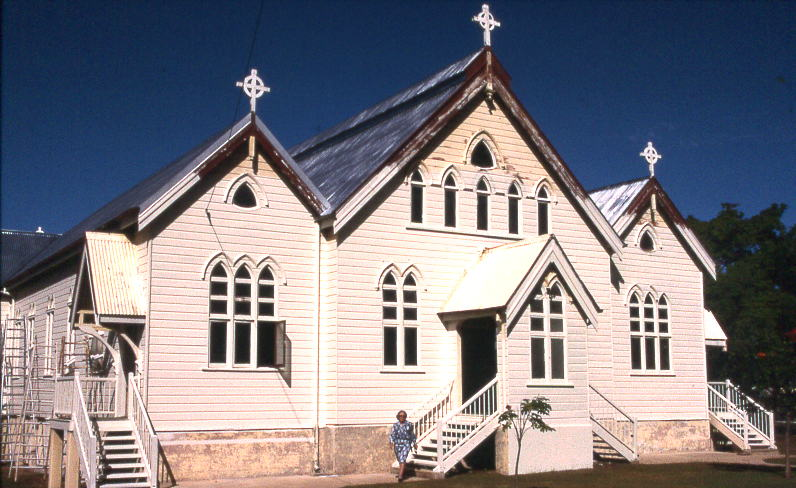
Церква у Вест-Танусвілі, Австралія
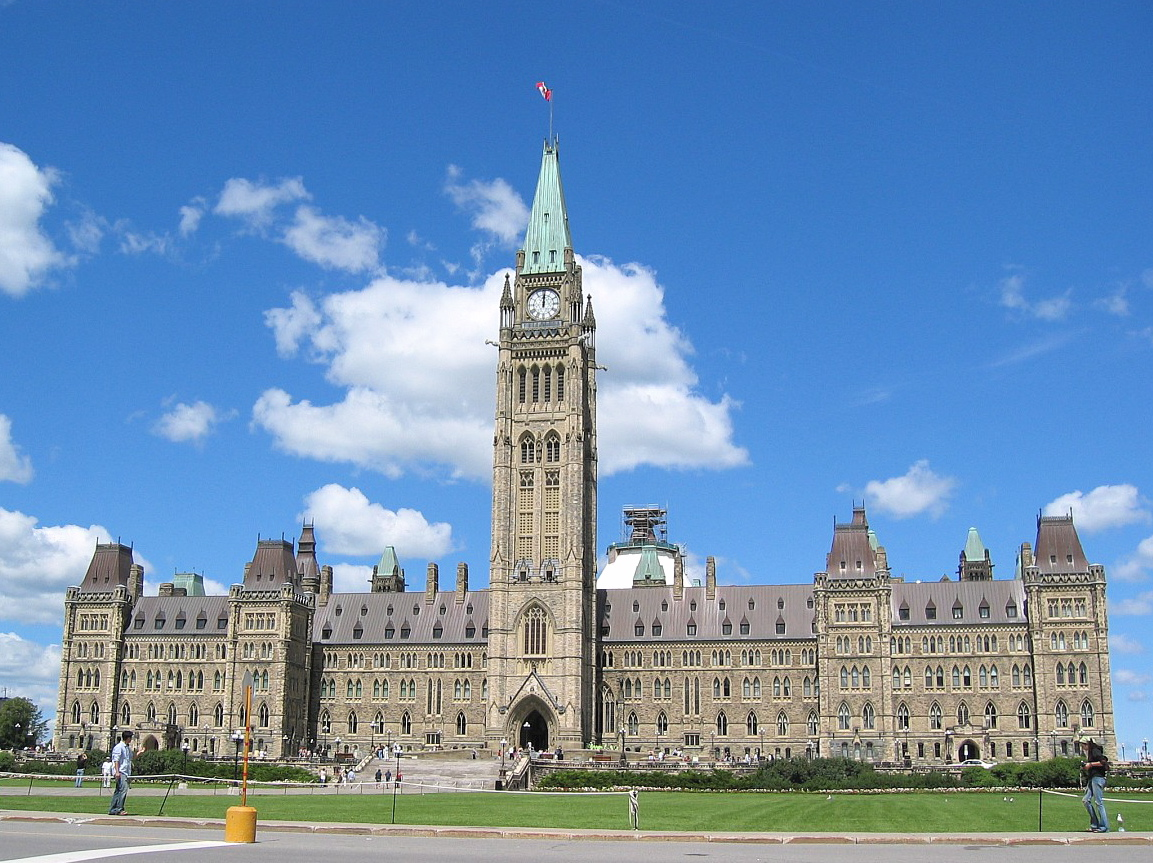
Парламент. Оттава.
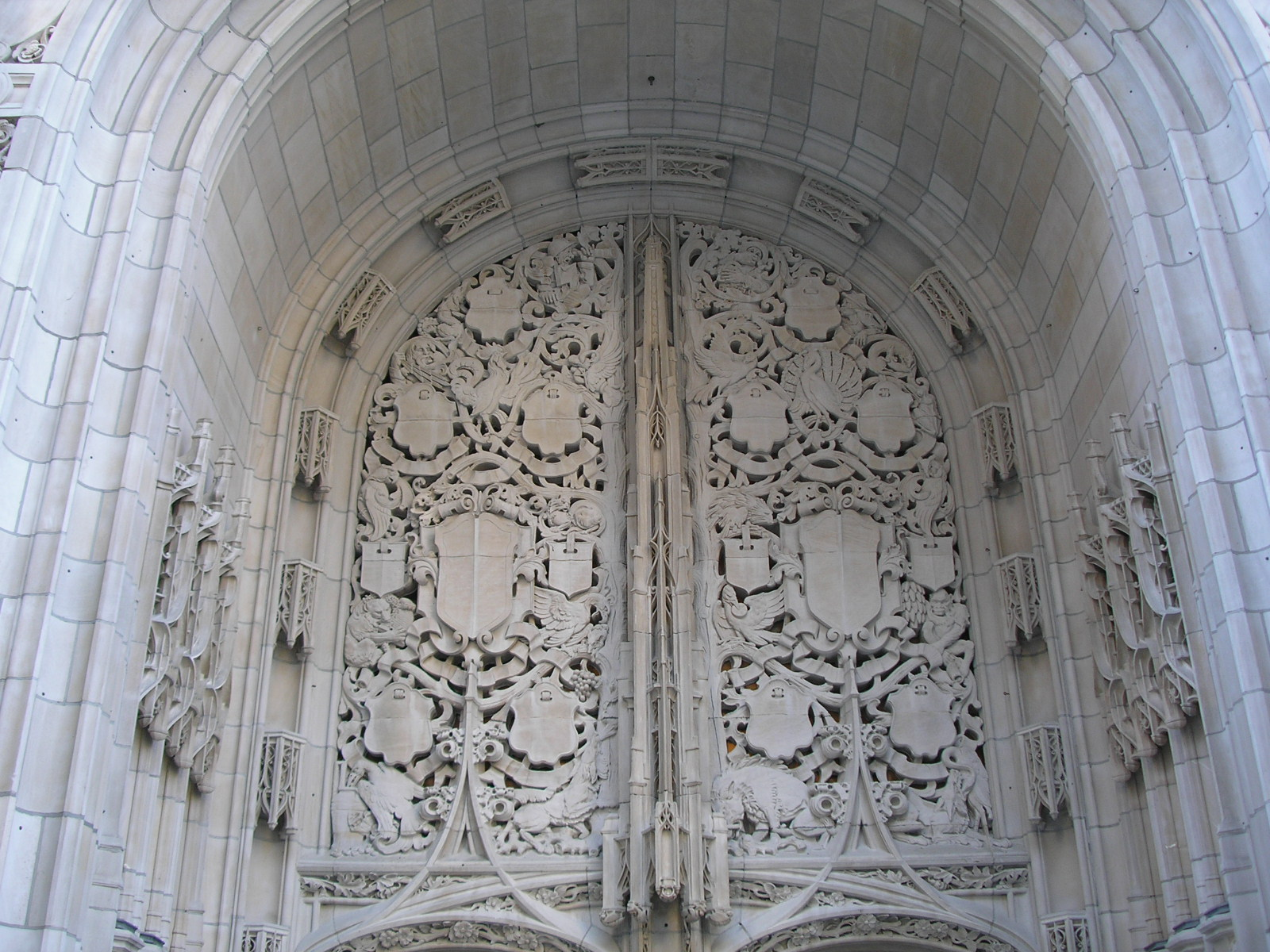
Башта Трибуна. Чикаго. Іллінойс
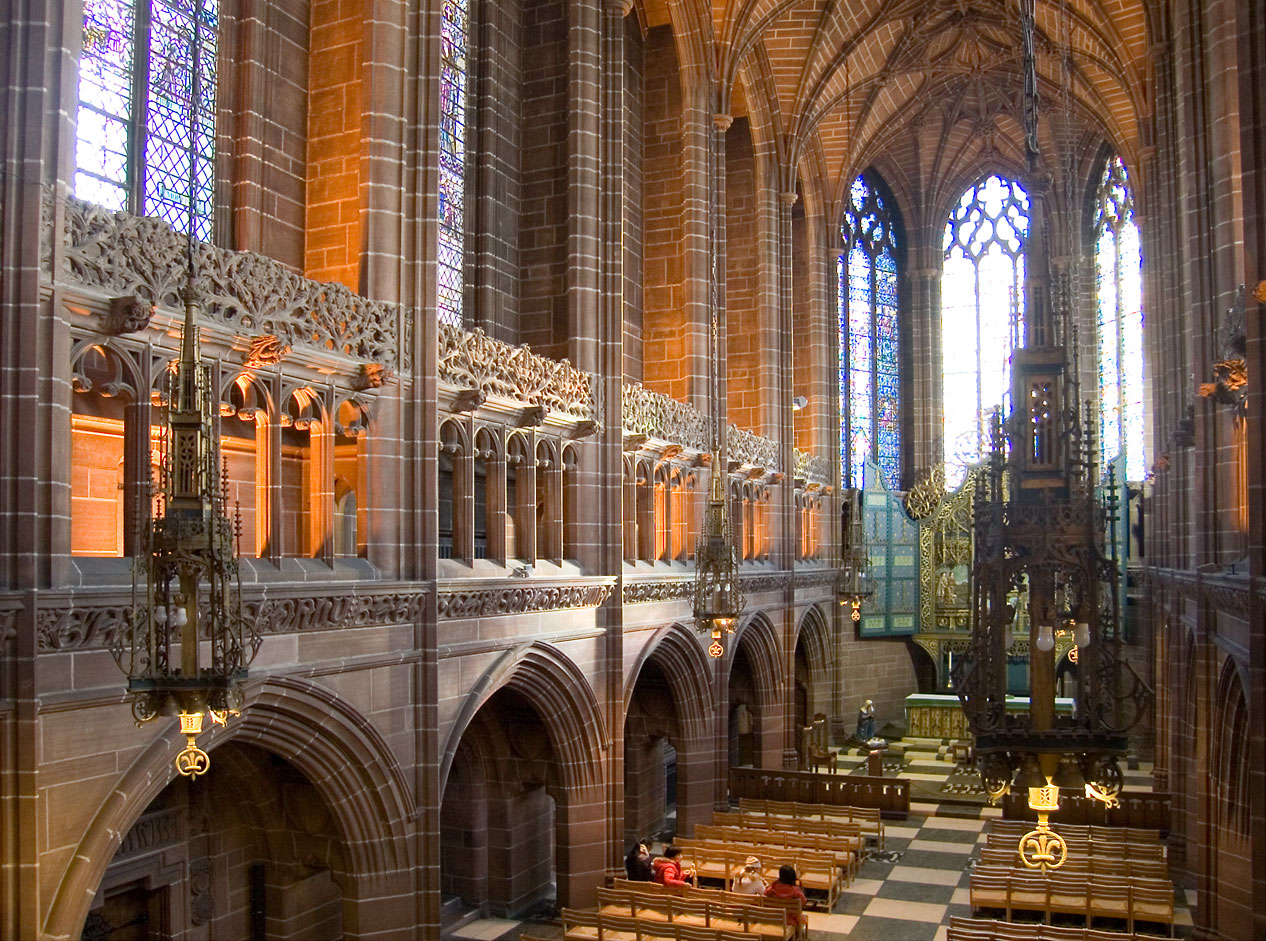
Англіканський собор. Ліверпуль.
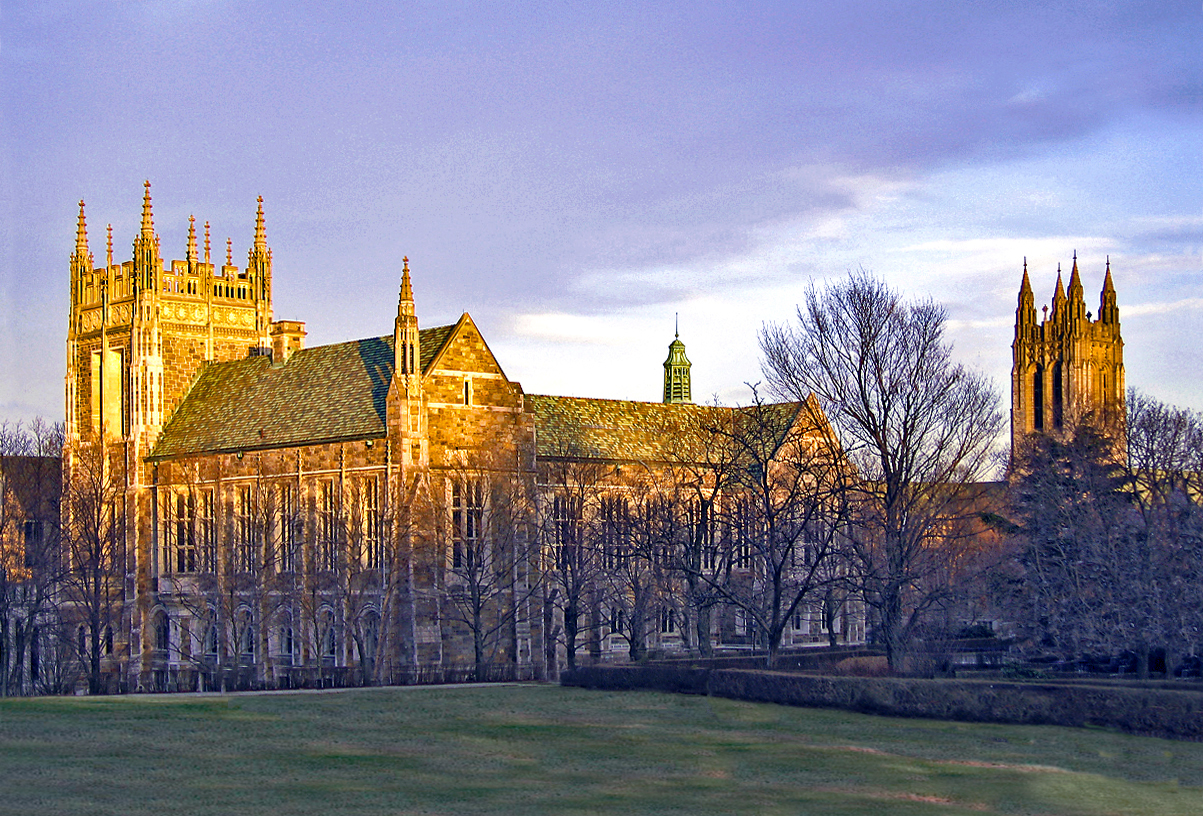
Бостонський коледж
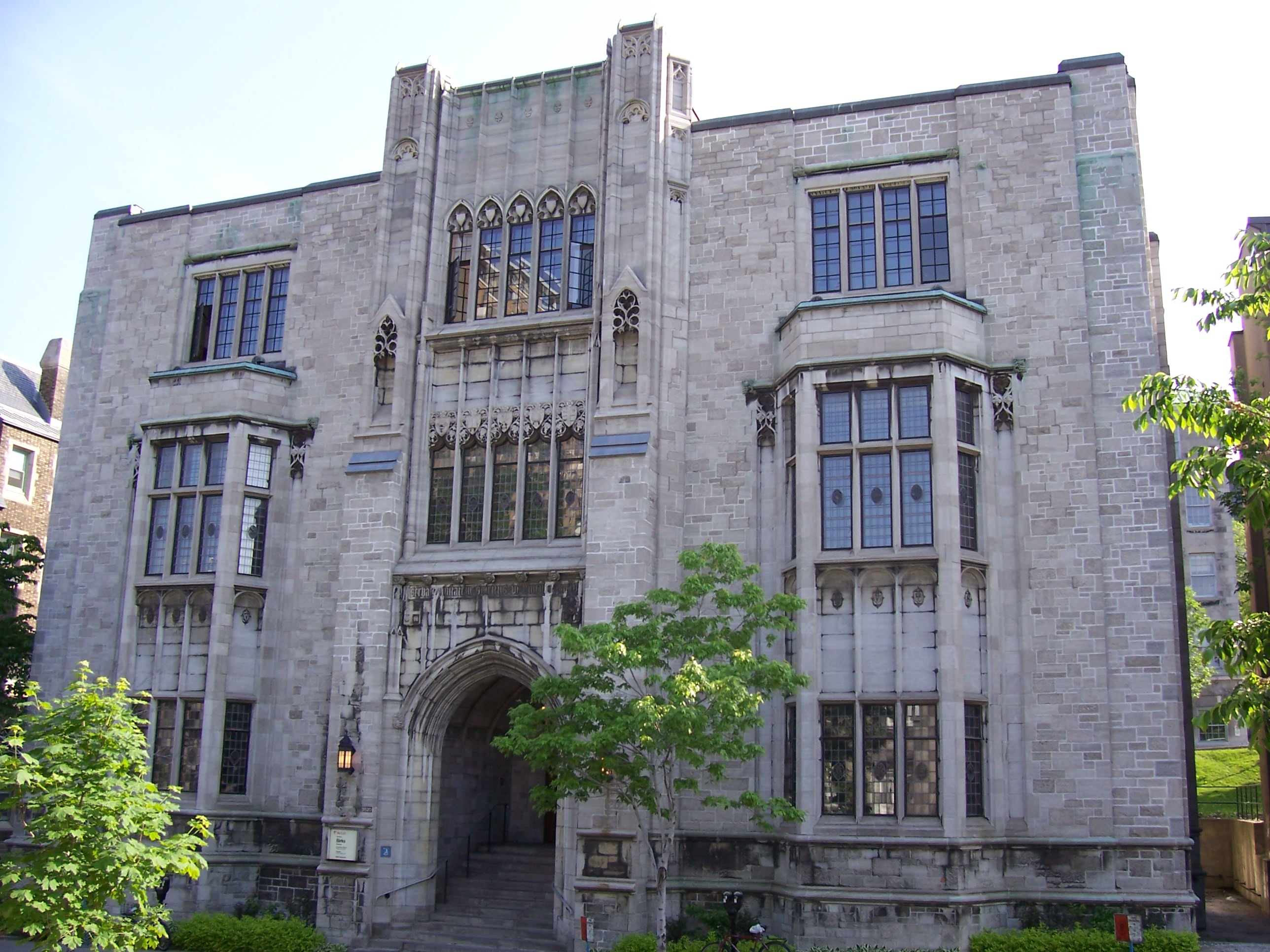
Університет МакҐілла
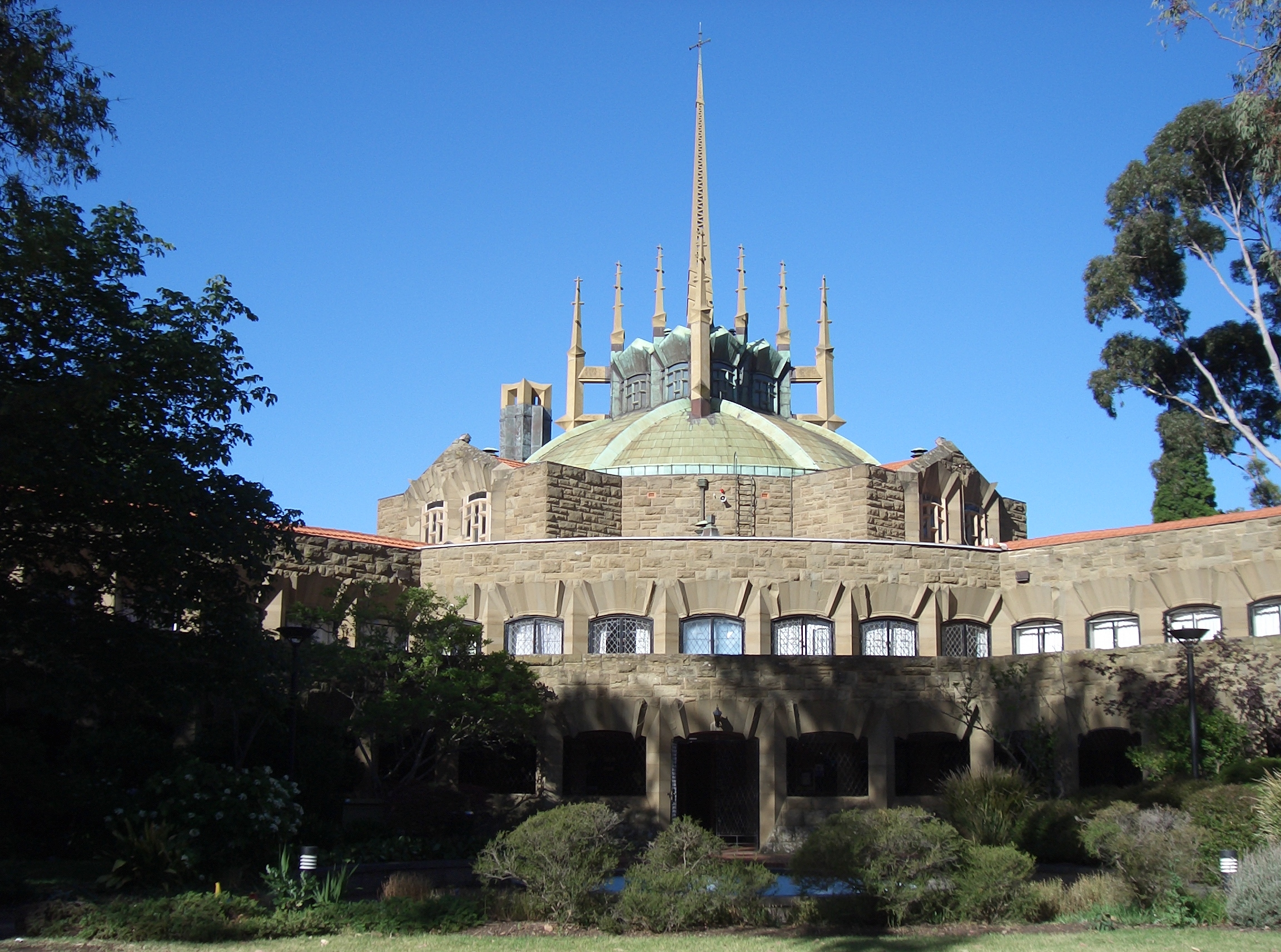
Коледж Ньюмана, університет Мельбурна
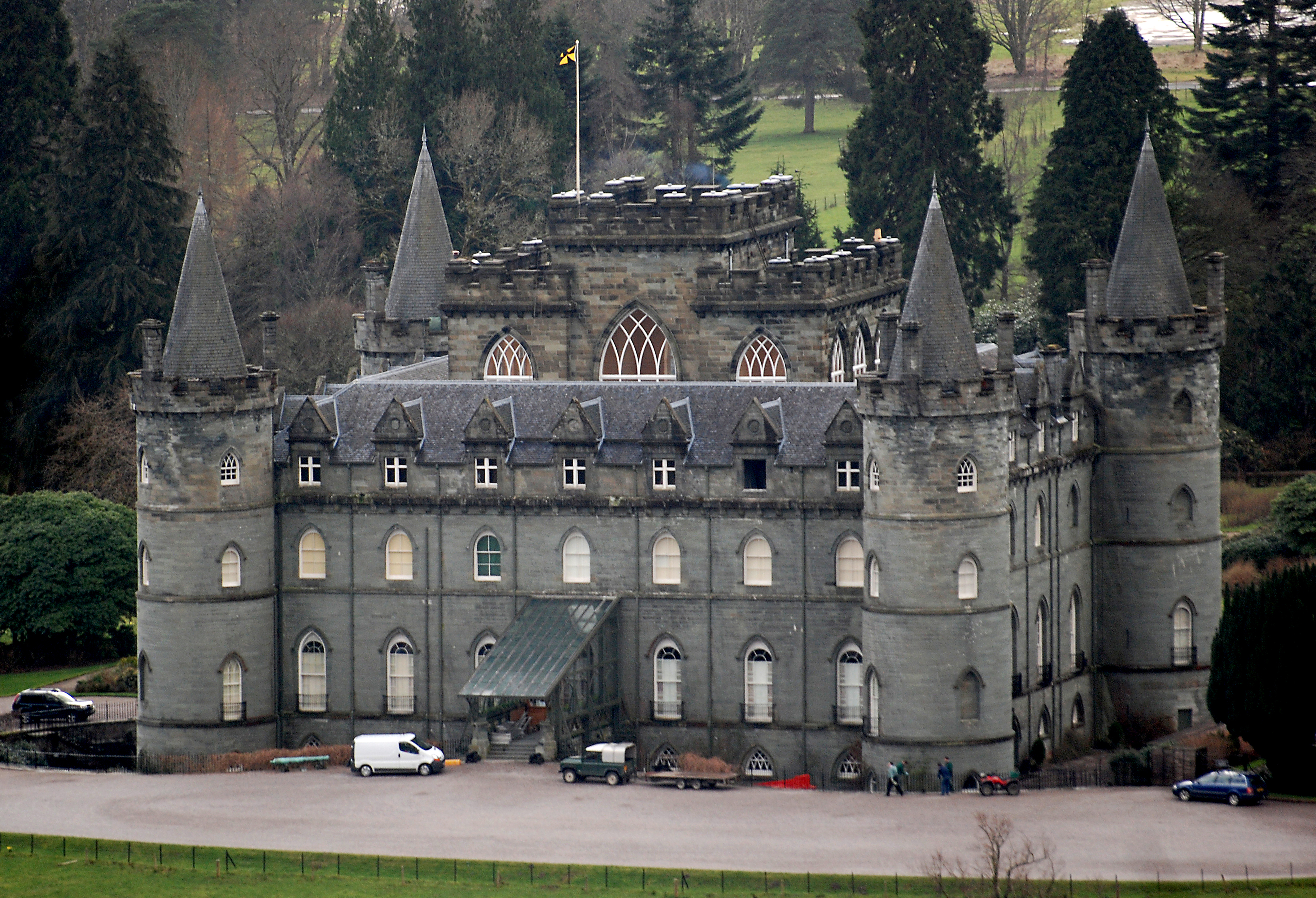
Палац Інверарей, Шотландія
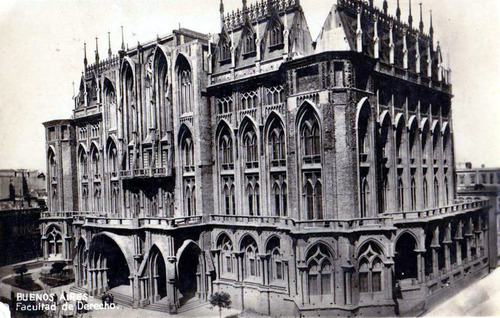
Юридичний факультет, Буенос-Айрес.

## Неоготика в Україні
На початку XIX століття в Європі настала нова хвиля романтизму, яка проявилася в архітектурі готикою та орієнталізмом. Багато неоготичних споруд у той час було збудовано в Одесі. В Києві у стилі неоготики були споруджені фортифікаційні споруди нової Київської фортеці (1831—1861). Граф М. С. Воронцов, який виріс у Великій Британії, надавав особливу увагу даному стилю, у якому за його замовленням були виконані навіть православні церкви в Ялті та Мошнах. Перлиною неоготики є зведений Феліксом Ґонсьоровським на початку 1850-х років у Одесі будинок Бжозовського.
Особливу популярність неоготика отримала наприкінці XIX та початку XX століть. Особливо цікавими є нова католицька церква за «Великим вокзалом» в Одесі, католицька церква у Новій Забудові в Києві (проєкт: арх. Воловецький, доробка і нагляд: Владислав Городецький.
У Одесі у 1892 році архітектором П. У. Клейном була споруджена дача Параскеви на Малому Фонтані. У 1895—1897 роках була споруджена амбулаторія Сестер червоного хреста, у 1899 році архітектором О. Й. Бернардацці було закінчено будівництво нової купецької біржі. У 1900 році київським архітектором М. Добачевським був споруджений будинок А. В. Вікторова;, невідомим архітектором у той же рік був споруджений ливарний завод В. Мюльнера, у 1912—1913 роках архітектором Ю. М. Дмитренком були споруджені будинки Григор'єва і дача В. Анатра.
Водночас у Києві споруджується також низка прибуткових будинків з елементами готики в оздобленні вуличних фасадів, якими захоплювалася публіка: Замок Річарда на Андріївському узвозі, 15 (1902); Будинок з котами на Гоголівській, 23 (1909); Велика Житомирська, 34 (1900-ті); Мерингівська, 6 (1914); будинок із вежками на Бібіковському бульварі, 31 (1903); Верхній Вал, 4 (1890-ті); Мала Підвальна, 10 (1910); Стрілецька, 28 (1910-ті); Мала Володимирська, 60 (1908); будинок Ікскюль-Гільденбанда на вулиці Левашовській, 19 (1901).
Неоготичний стиль використовувався для будівництва також палаців та маєтків. У такому стилі побудовані: палац Новинських у Слобідці-Шелехівській. Оригінальним прикладом неоготики є дерев'яна садиба Пашковських в селі Чемер. У англійській неоготиці збудовано Палац Гіжицького у Новоселиці.

### Житлові та громадські споруди

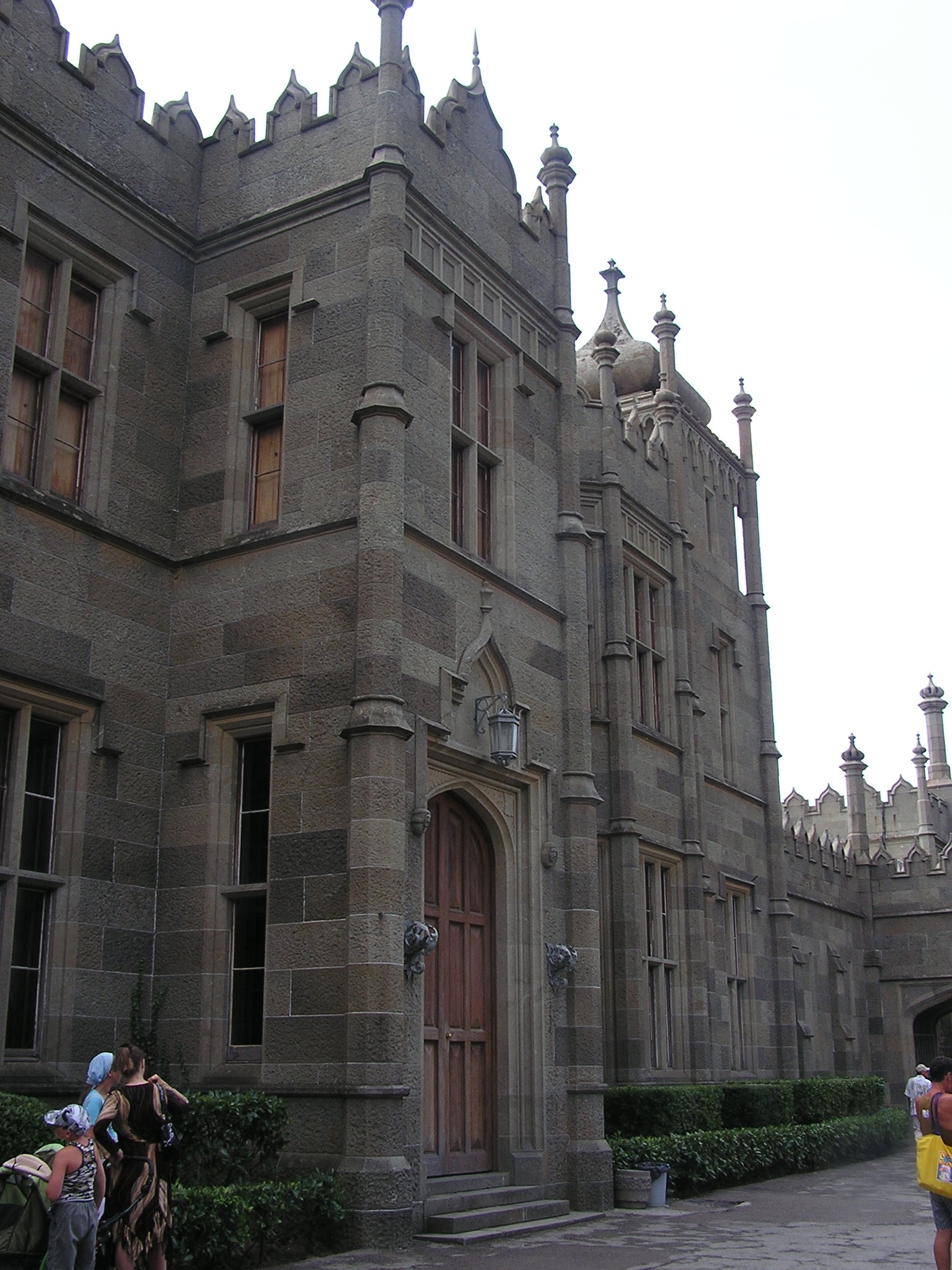
Алупка. Воронцовський палац, поч. XIX ст.
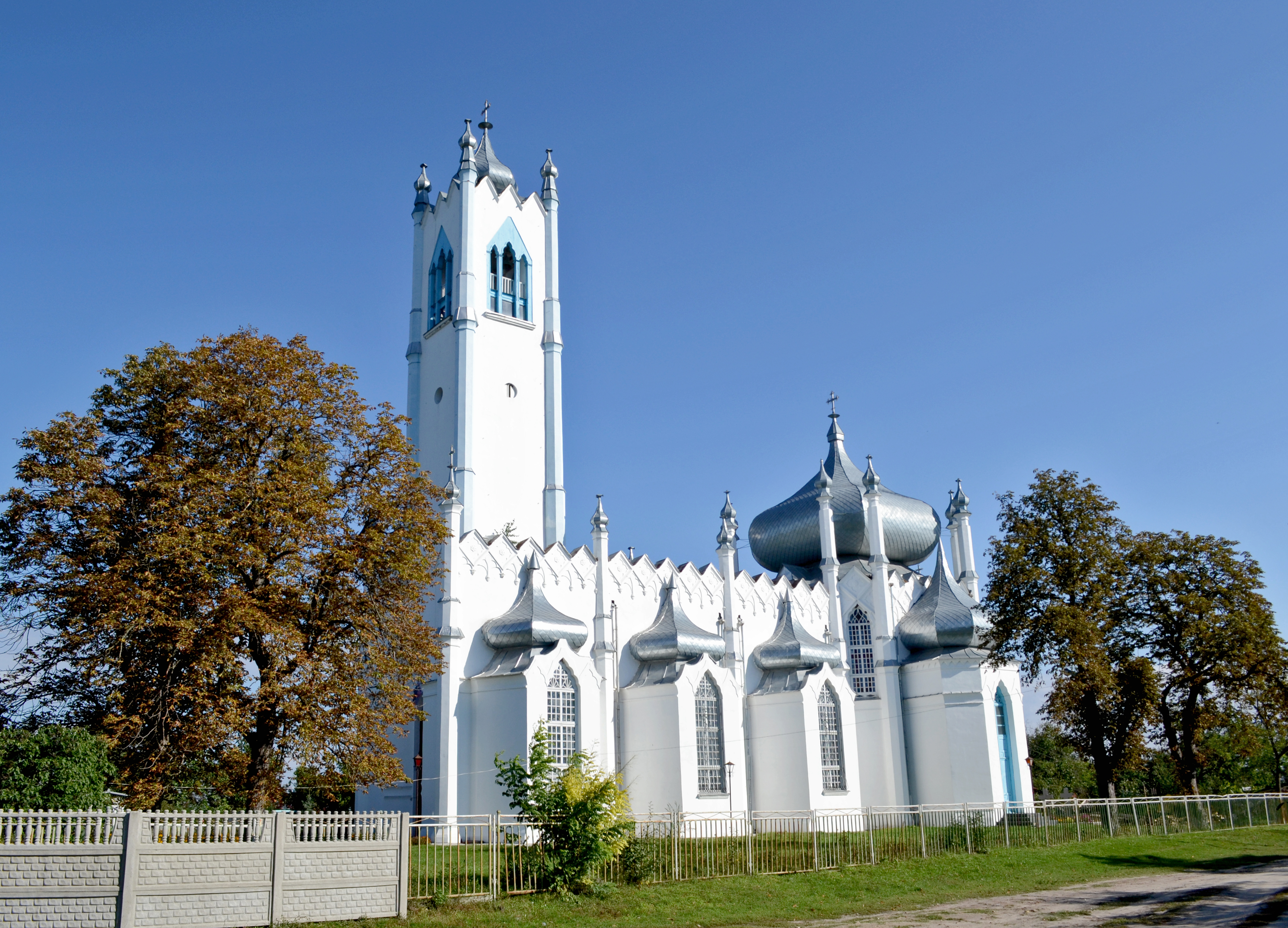
Мошни. Спасо-Преображенська церква (арх. Г. І. Торічеллі, 1830—1839 рр.)
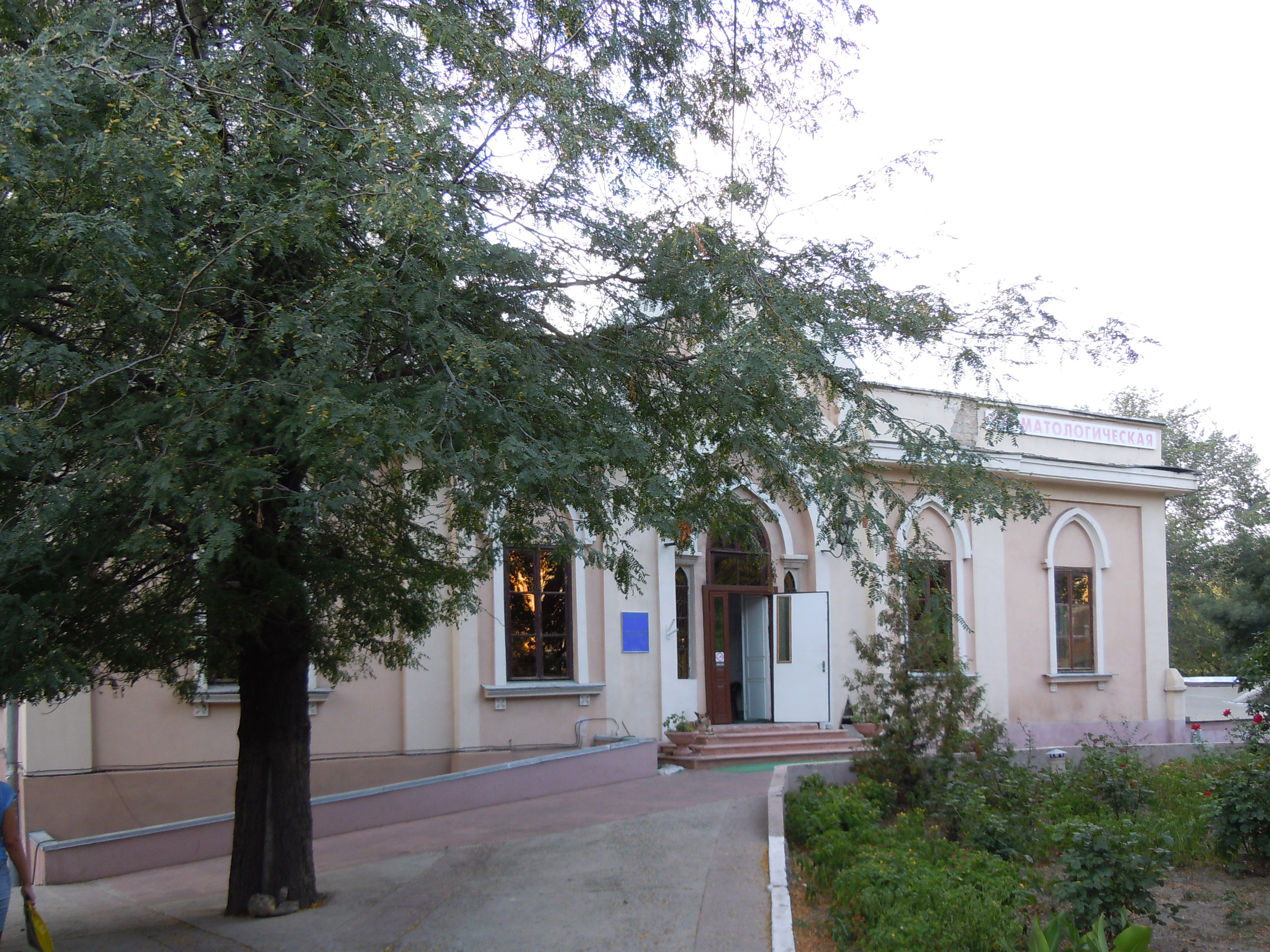
Одеса. Будинок Лехнера (арх. Ф. К. Боффо, 1833—1835 рр.)
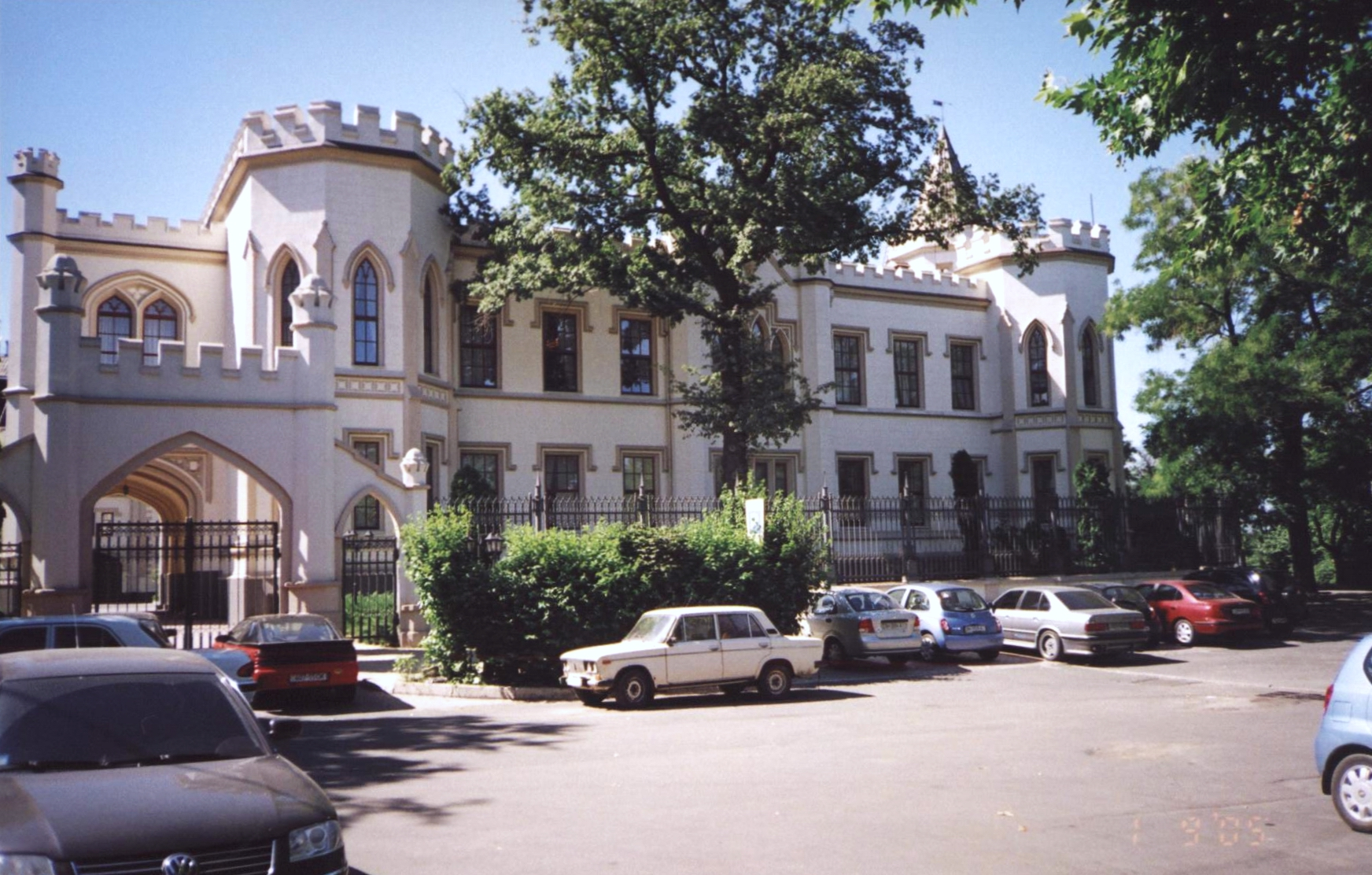
Одеса. Палац З. Бржозовського (арх. Ф. Ґонсьоровський, 1851—1852 рр.)
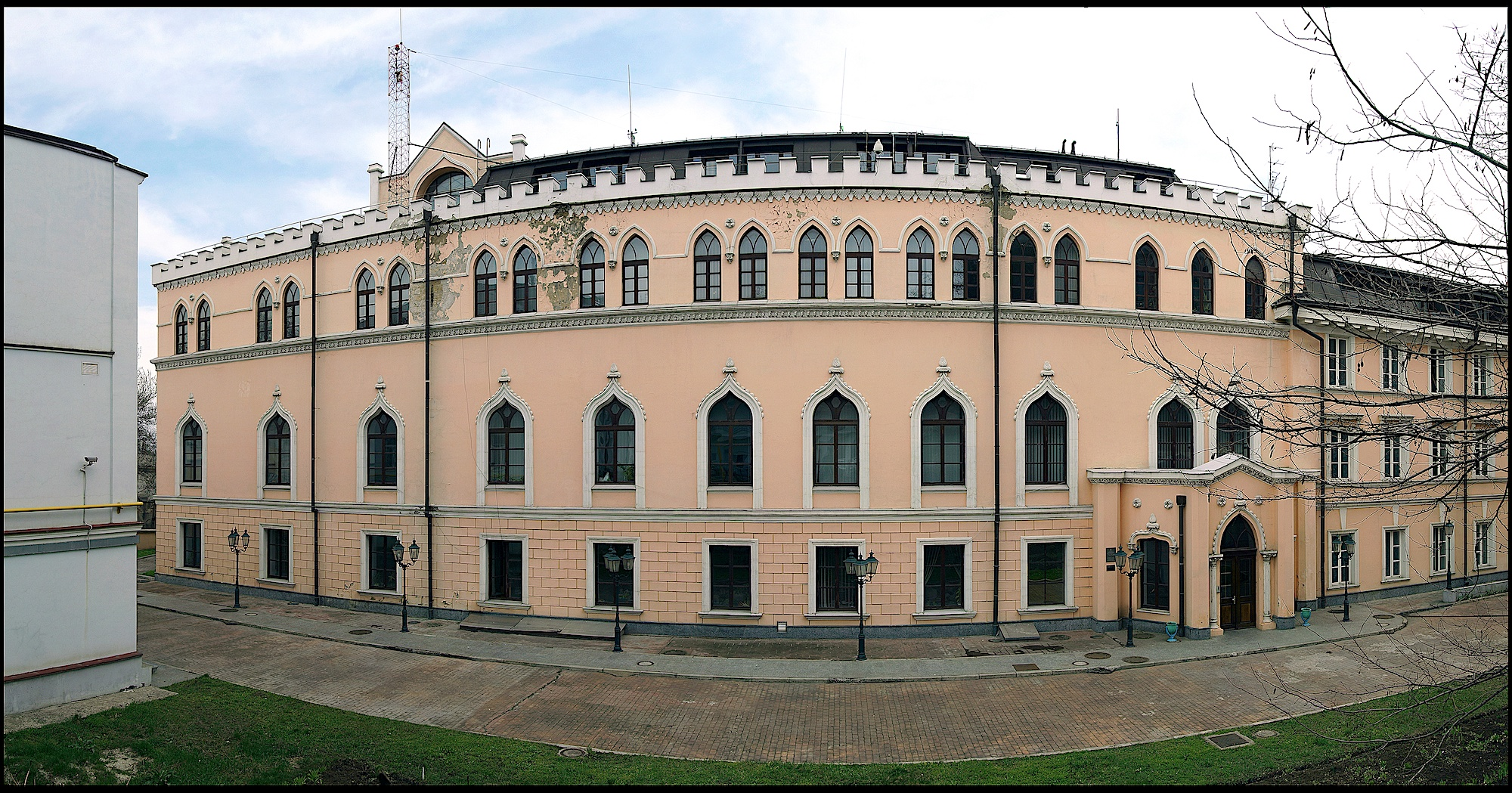
Одеса. Палац Вітта (дата спорудження невідома, значно розширений у глибину ділянки для РТПіТ у 1850-х—1860-х рр.)
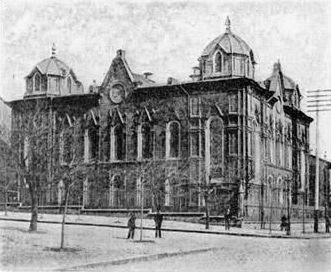
Нова синагога, 1863—1865 рр.
с. Червоне, Житомирська область. Палац Терещенків
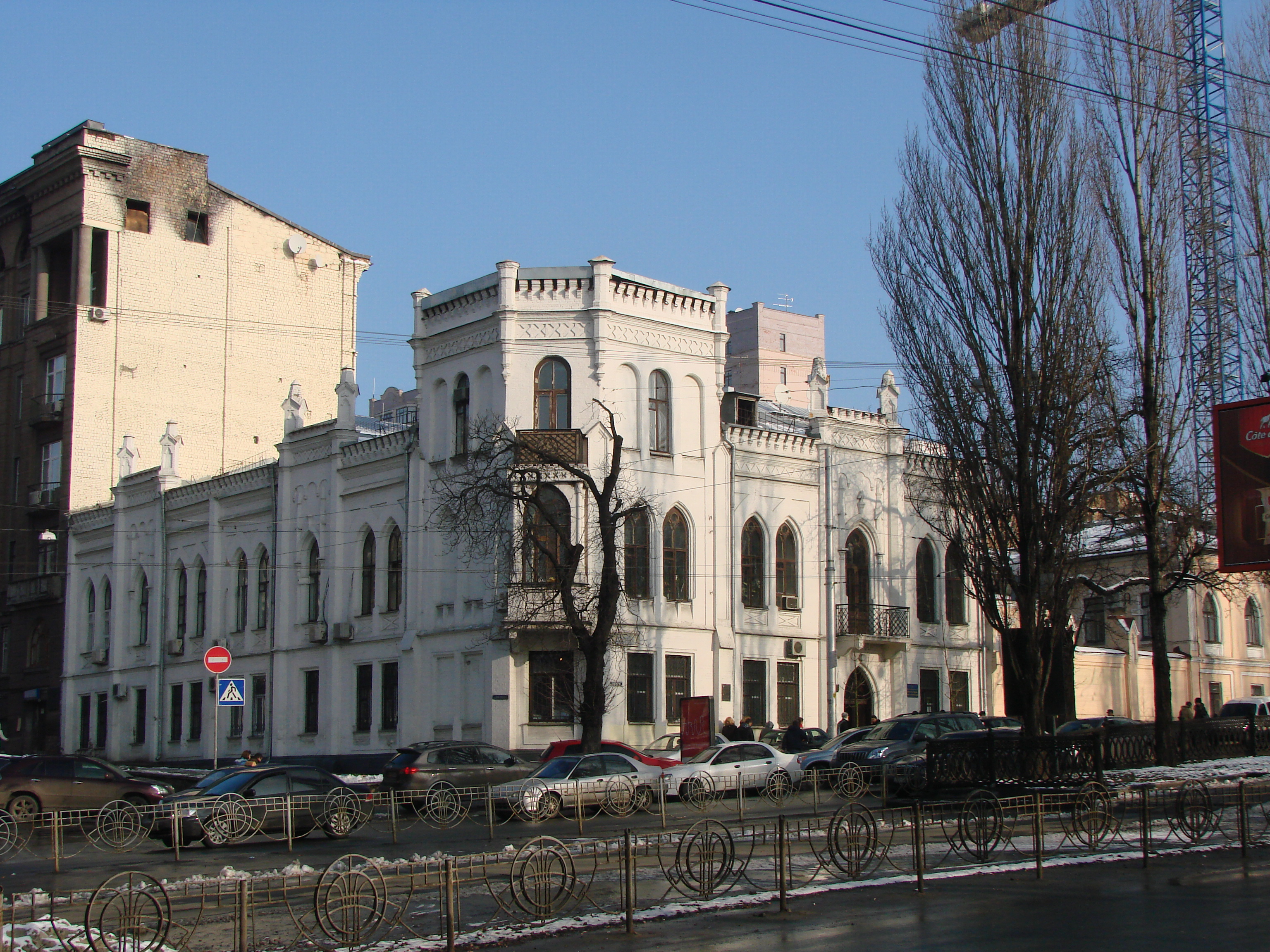
Київ. Особняк І. М. Терещенка
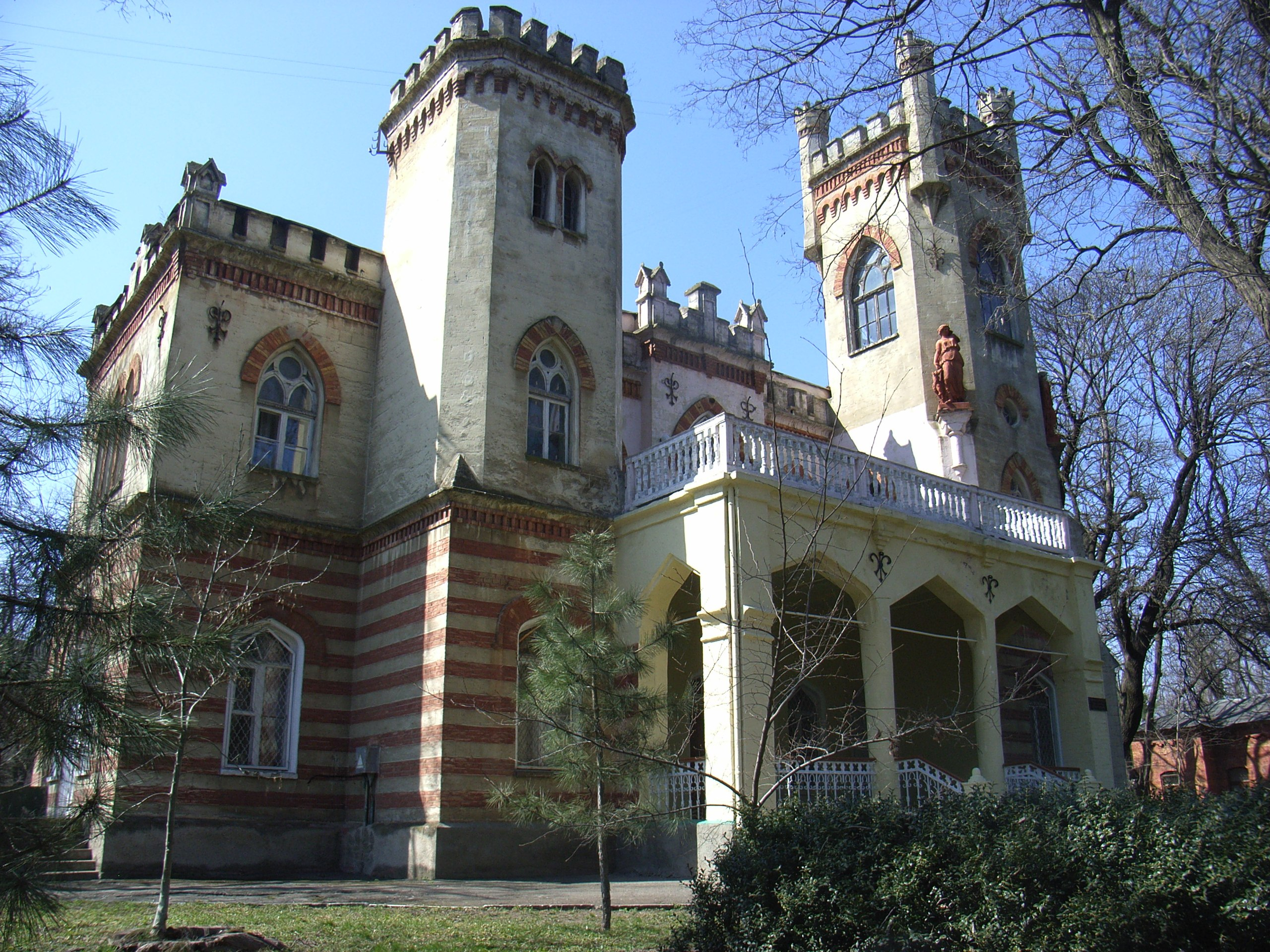
Одеса. Французький бульв., 42. Дача Параскеви (арх. П. У. Клейн, 1891—1892 рр.). Подібна споруда була зведена у Херсоні для міського голови
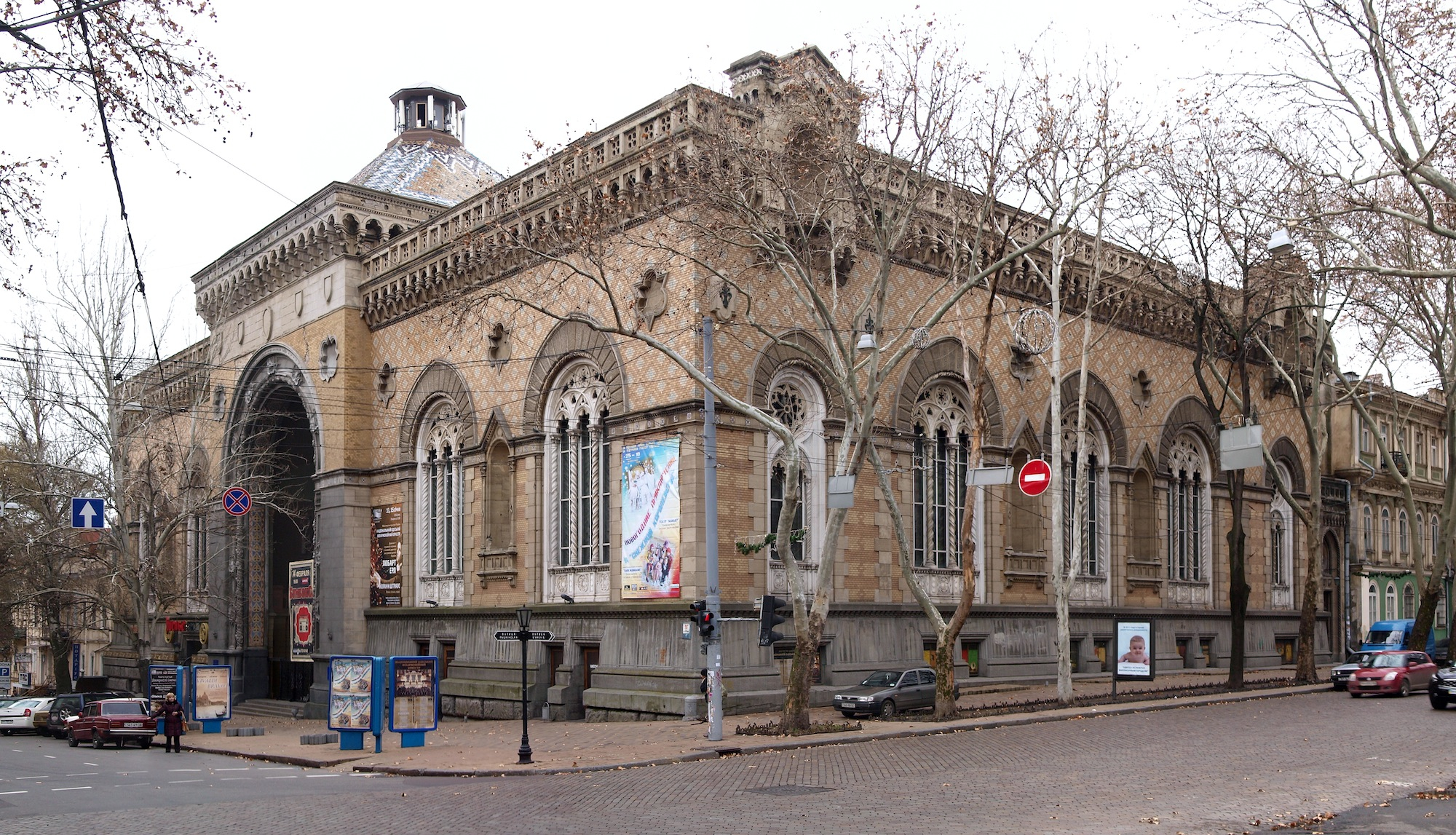
Нова біржа (арх. В. І. Прохаска, О. Й. Бернардацці, проєкт: 1891—1894 рр.
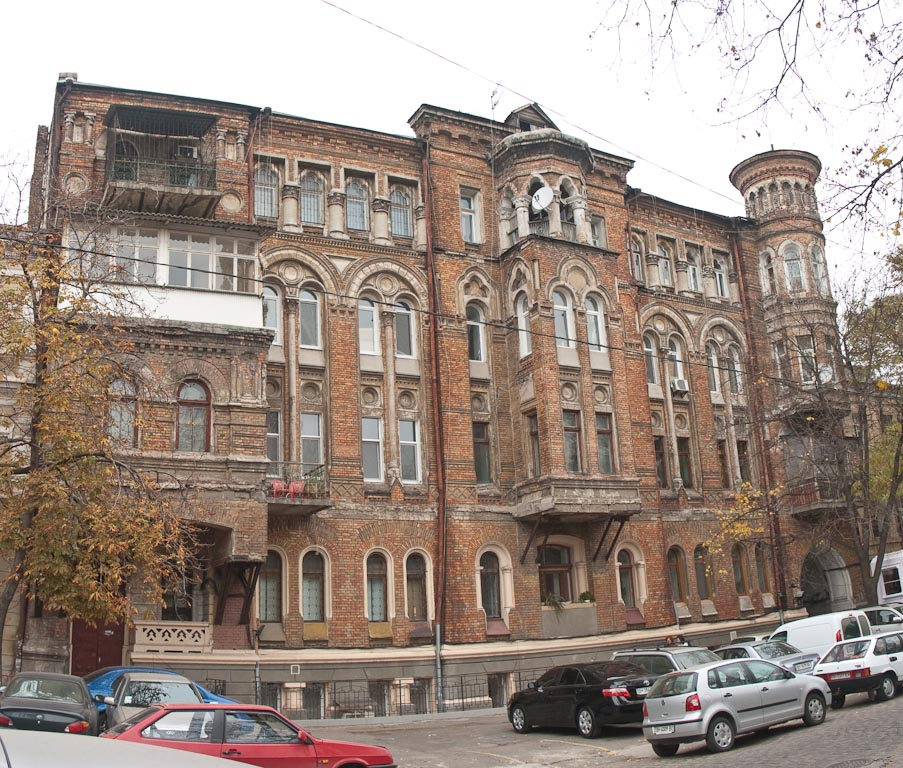
Одеса. Будинок А. В. Вікторова (арх. М. М. Добачевський, 1900 р.)
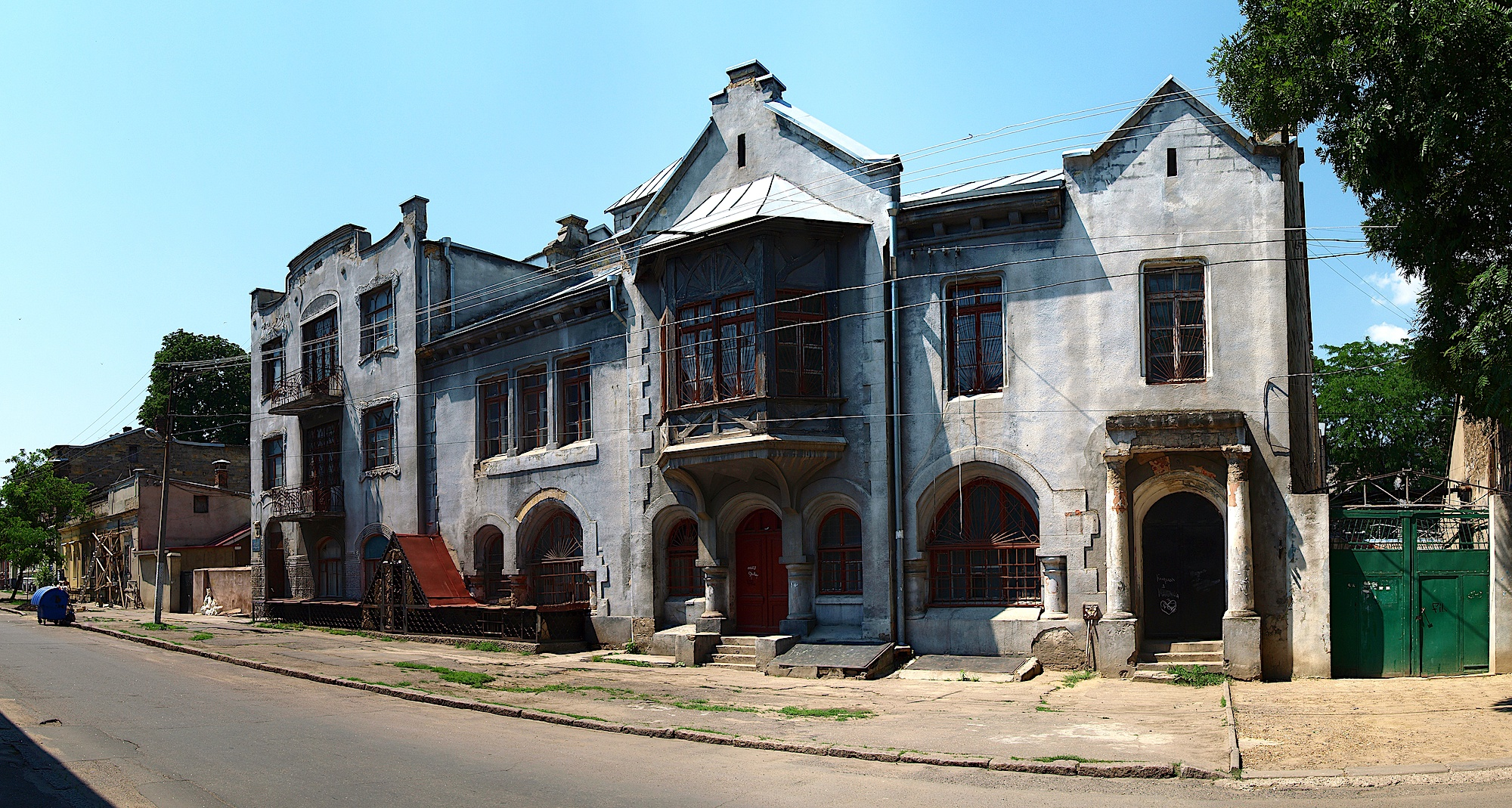
Одеса. Пічний завод В. Я. Мюльнера (1891 р., Реконструкція: арх. Б. Ройтенберг, 1900 р. Перевлаштування під житло: 1913 р.)
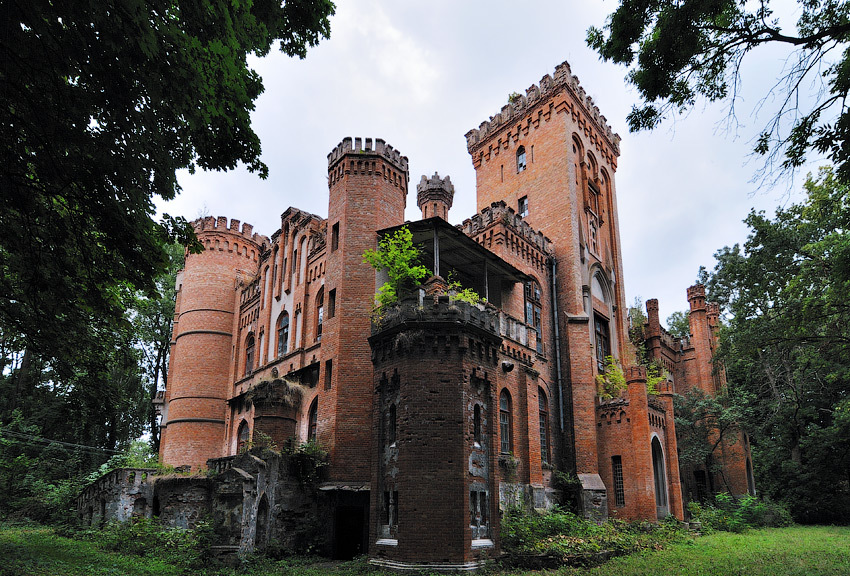
Леськове, Черкаська область. Палац Даховських, перебудований на поч. ХХ ст.
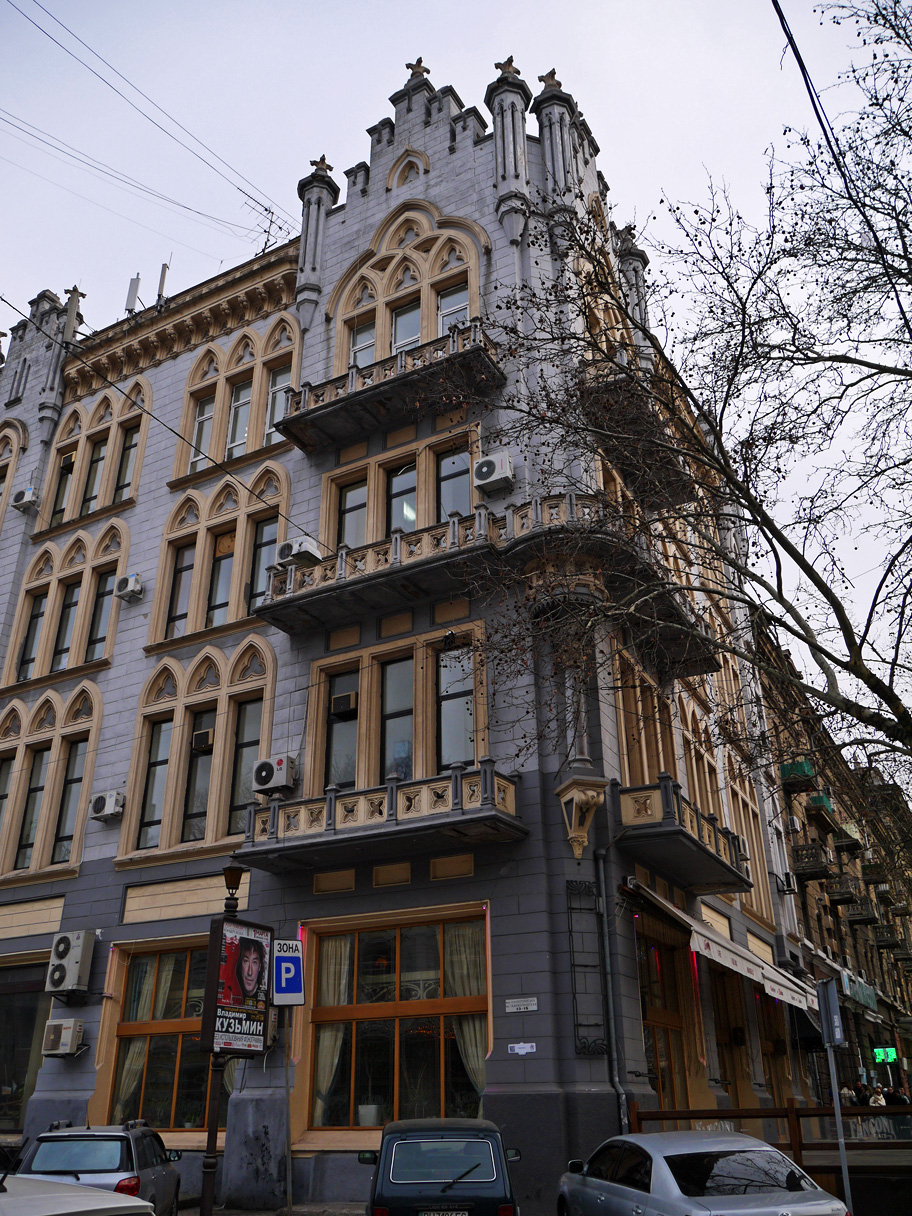
Одеса. Будинок Григорьєвої (арх. Ю. М. Дмитренко, 1912 - 1913 рр. Залізобетоні конструкції: інж. В. І. Кундерт)
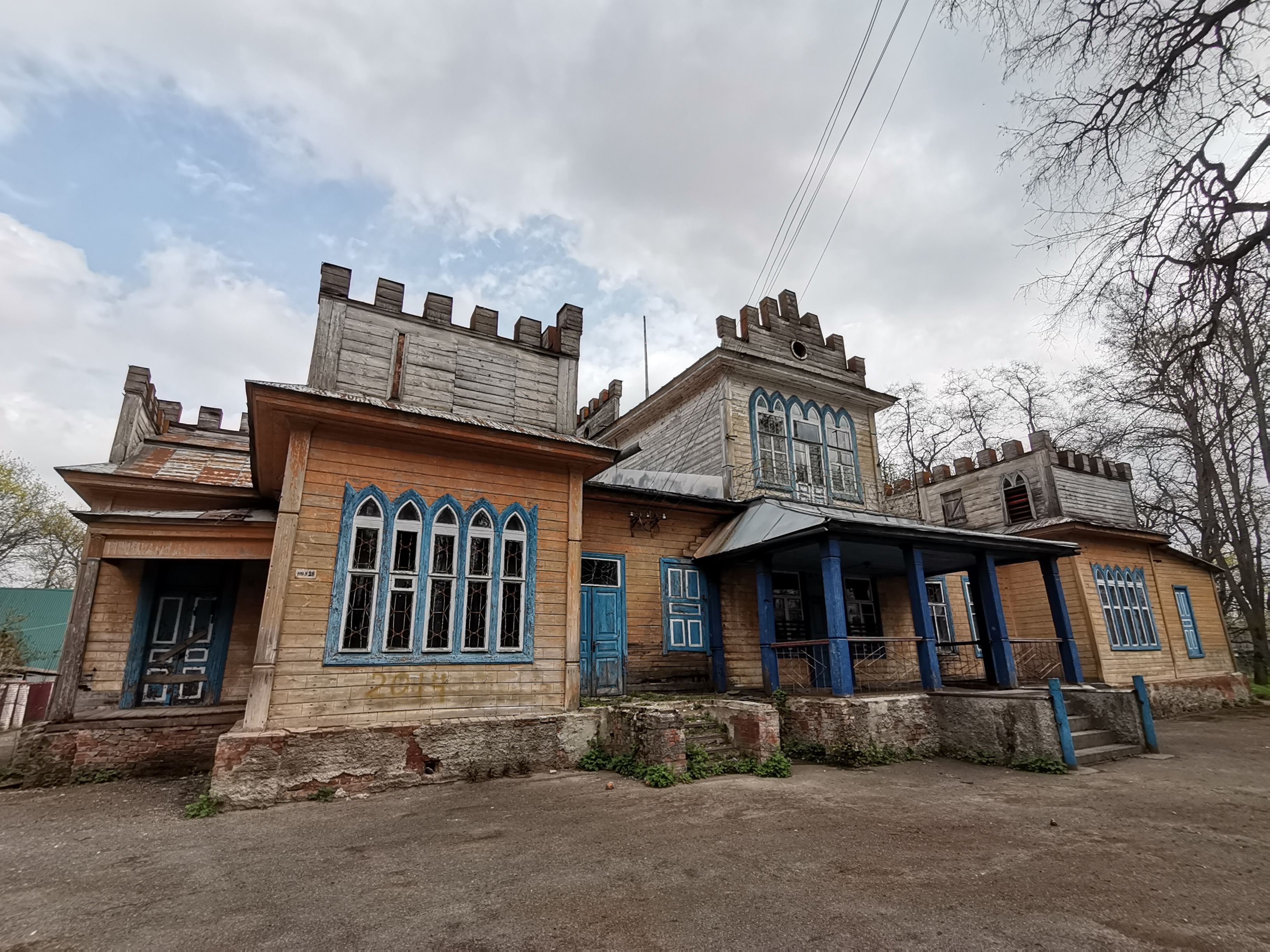
Будинок Пашковських в Чемері
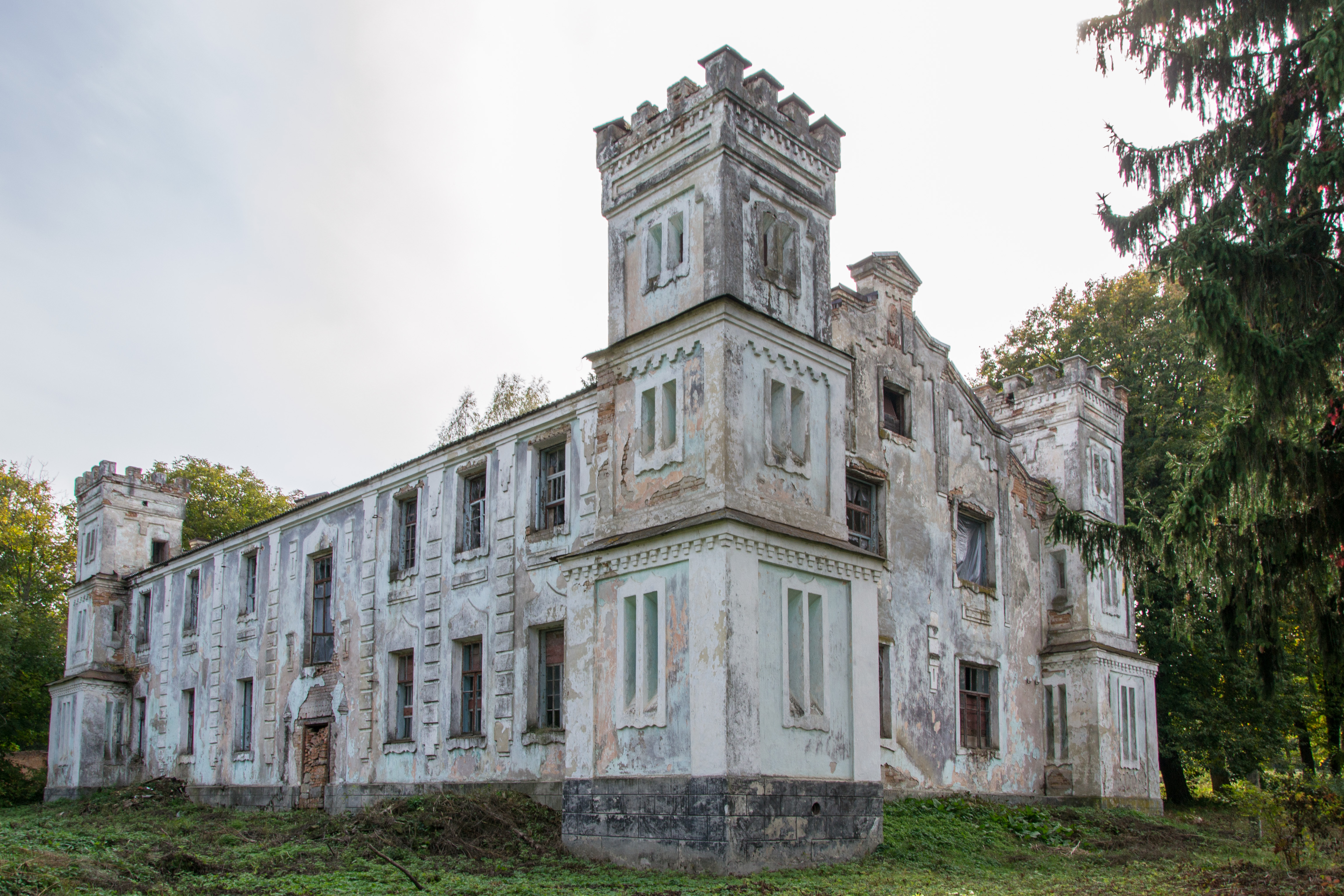
Палац Новинських у с. Слобідка-Шелехівська
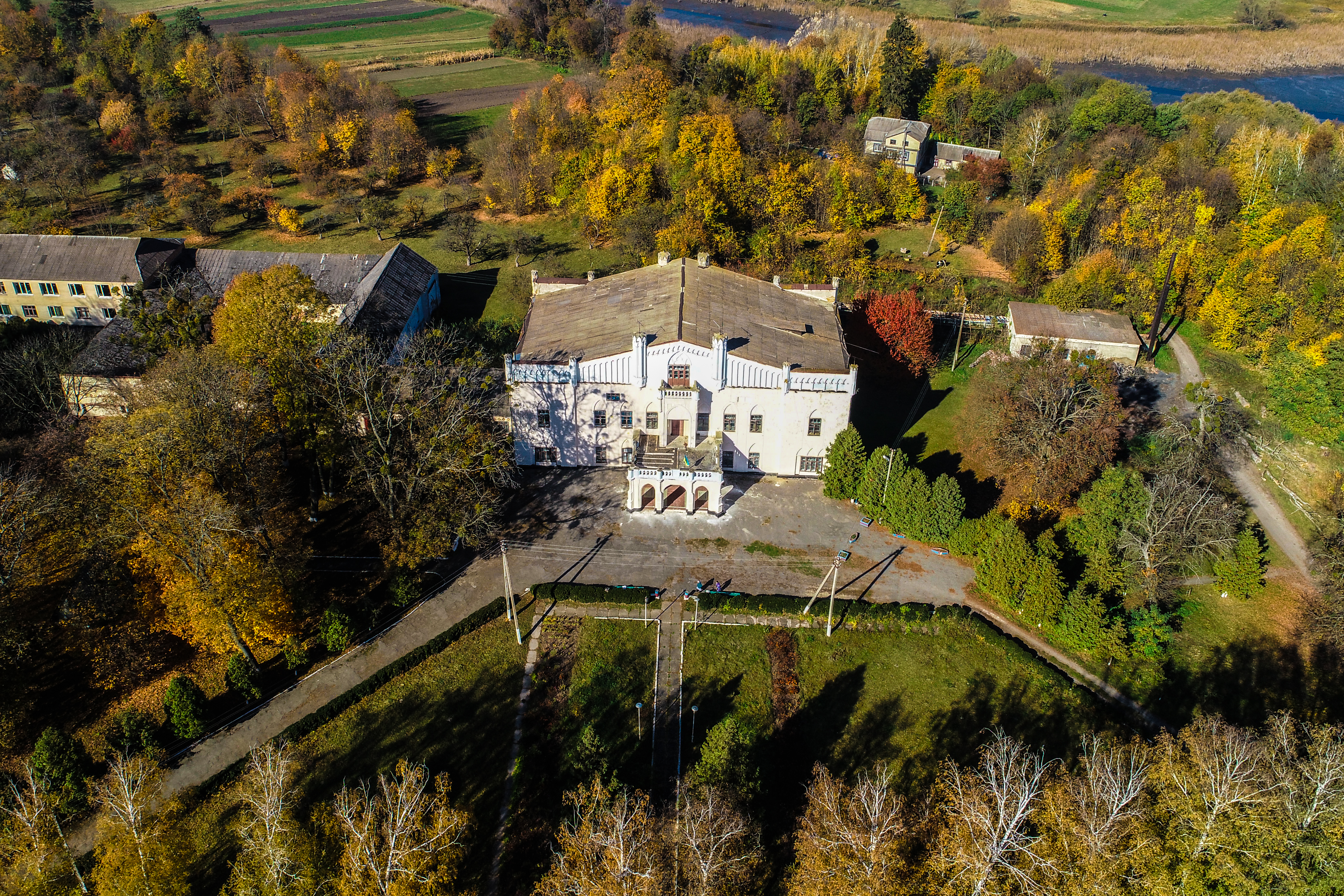
Палац Гіжицького у Новоселиці
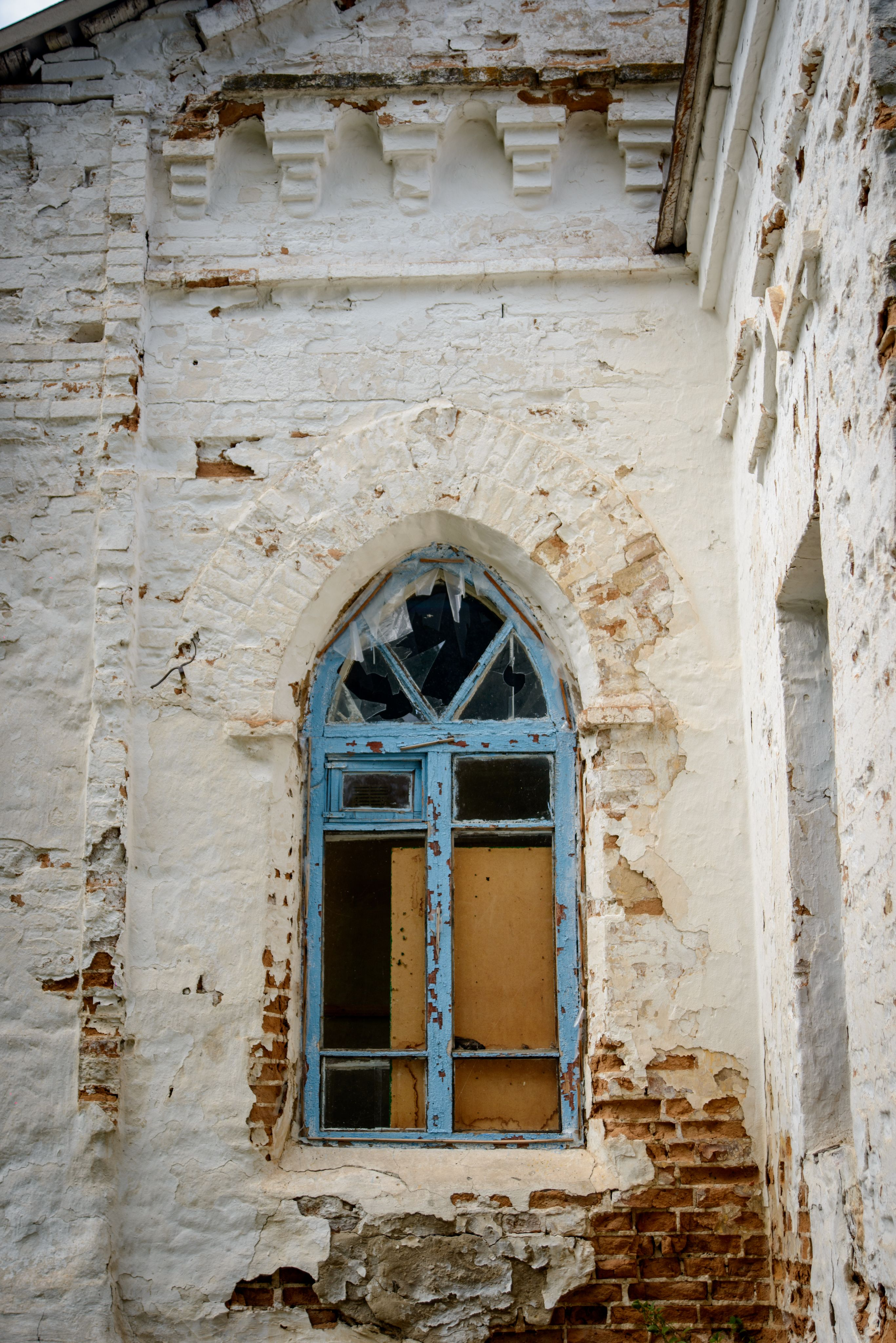
Стрільчасті вікна у маєтку родини Липських

### Неоготичні сакральні споруди України

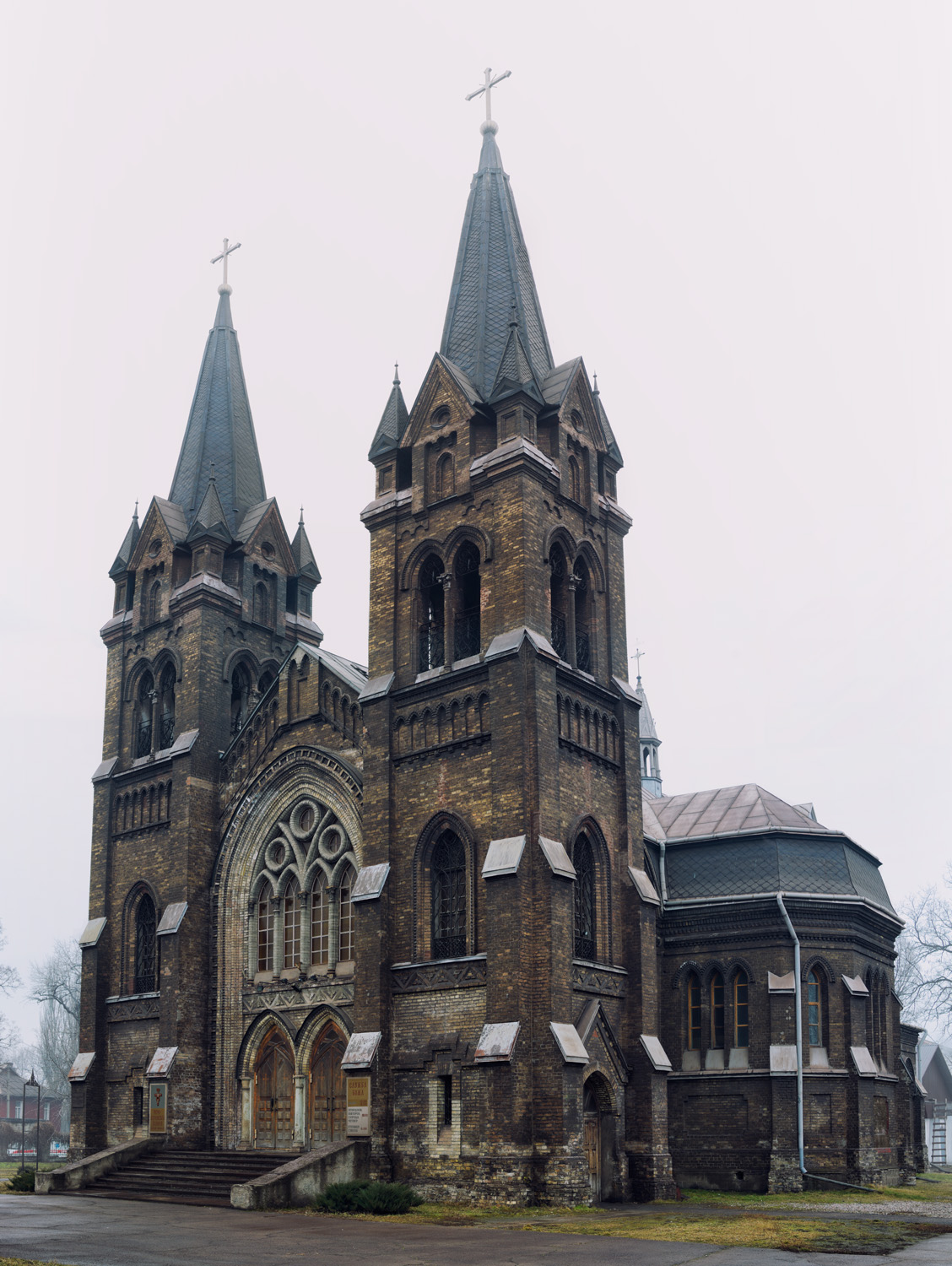
арх. Маріан Хорманський. Костел святого Миколая (1897 р., Дніпропетровська область), Кам'янське
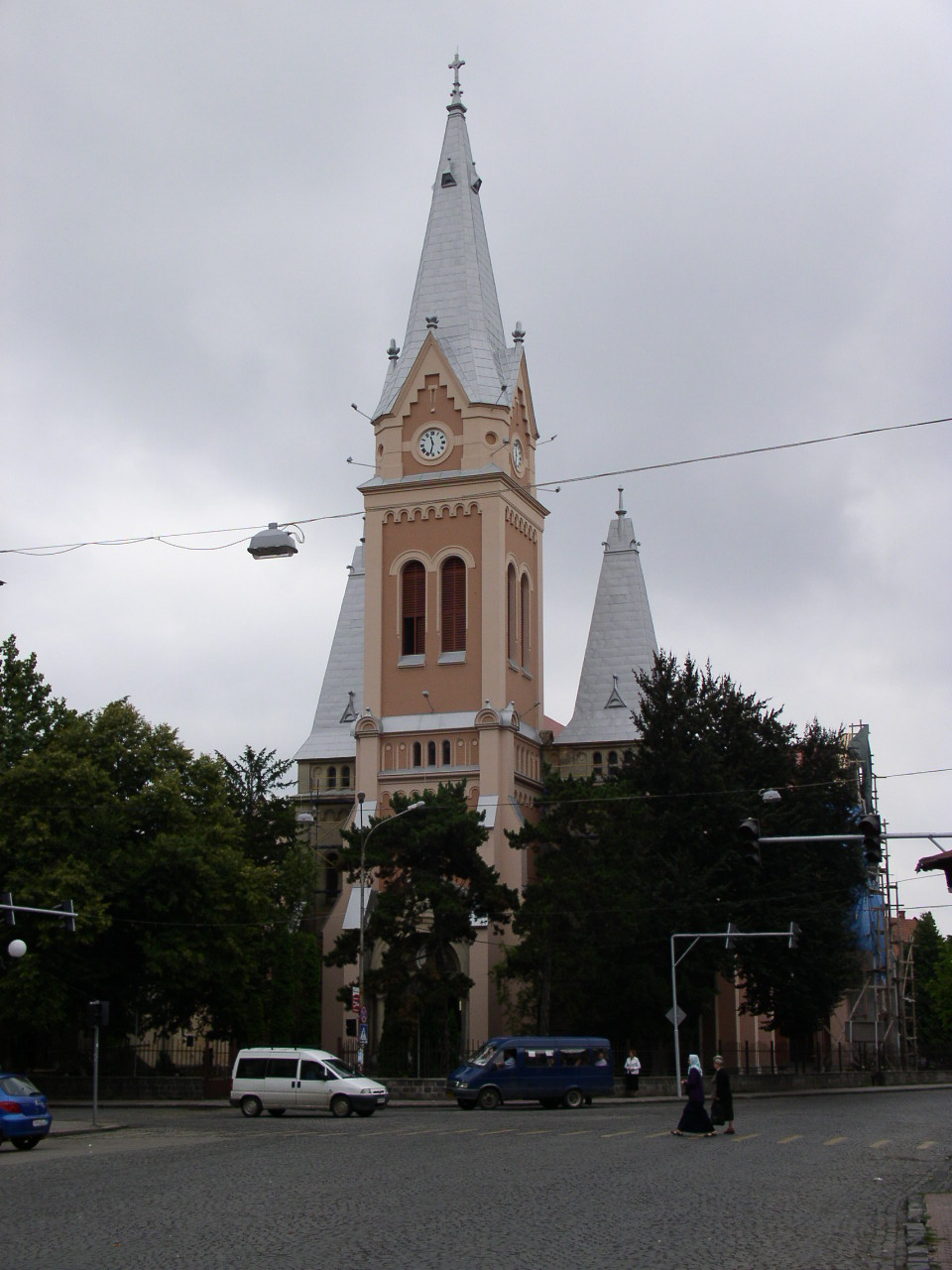
Костел Святого Мартина, м. Мукачево (1904 р.)
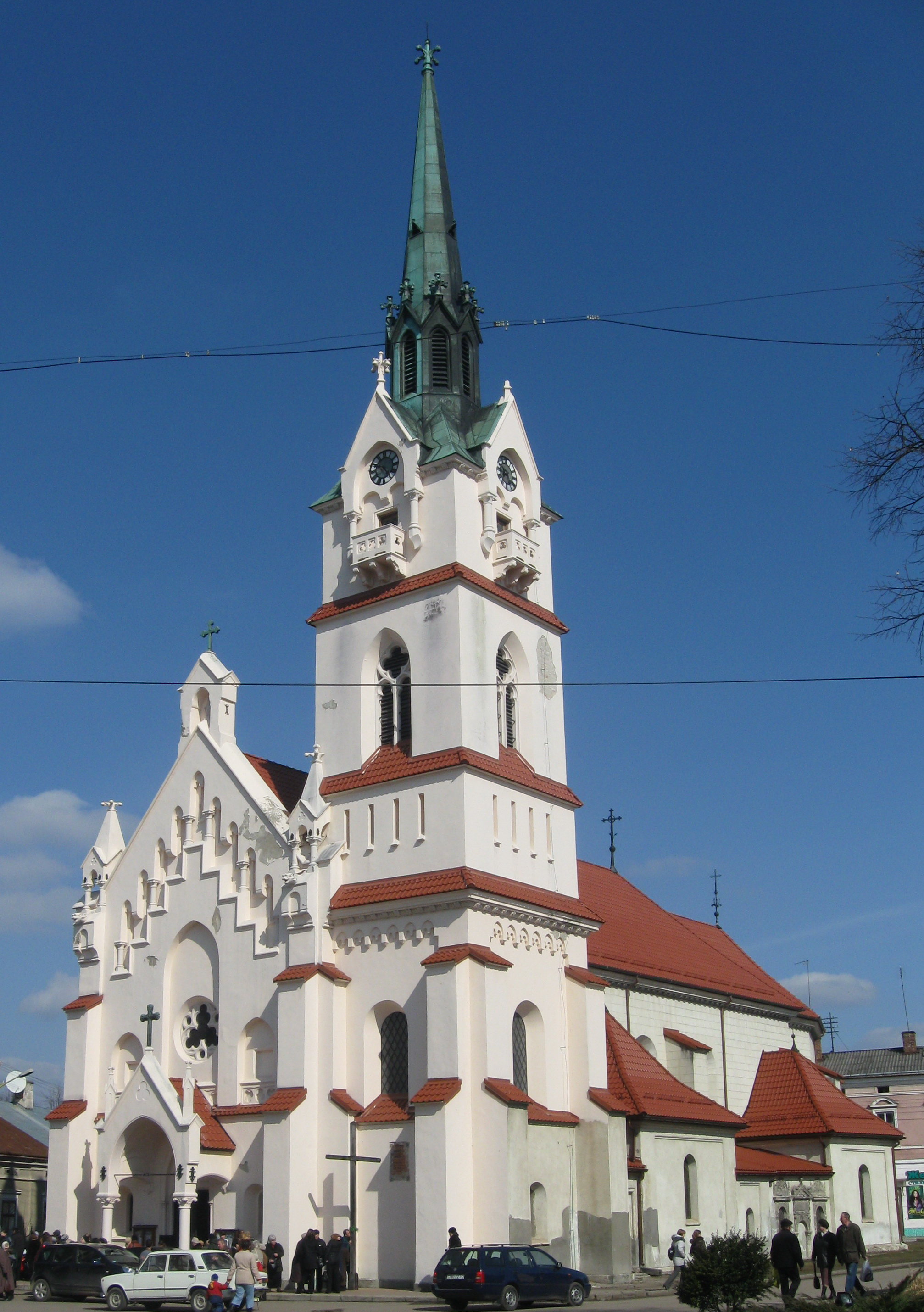
Костел Різдва Пресвятої Богородиці, м. Стрий (1425; перебудовано у 1891 р.)
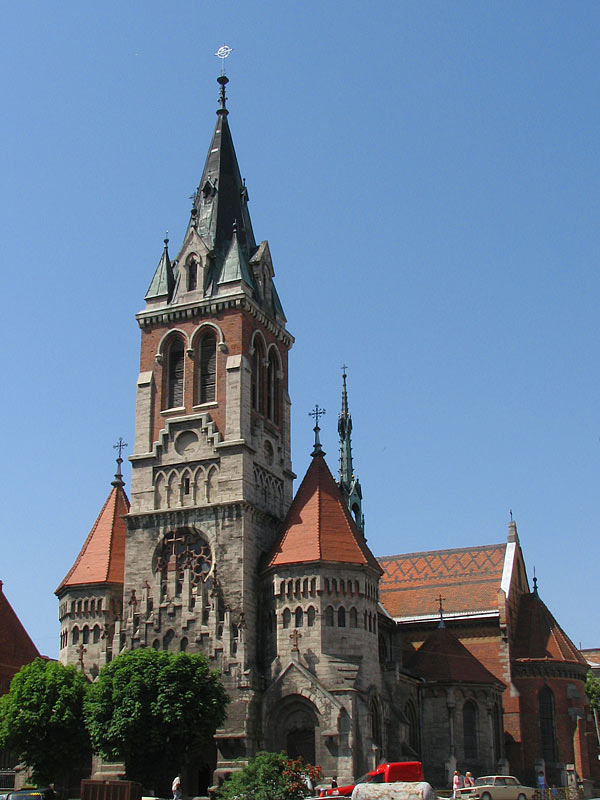
Костел св. Станіслава, м. Чортків (1619; перебудовано на початку ХХ ст.)
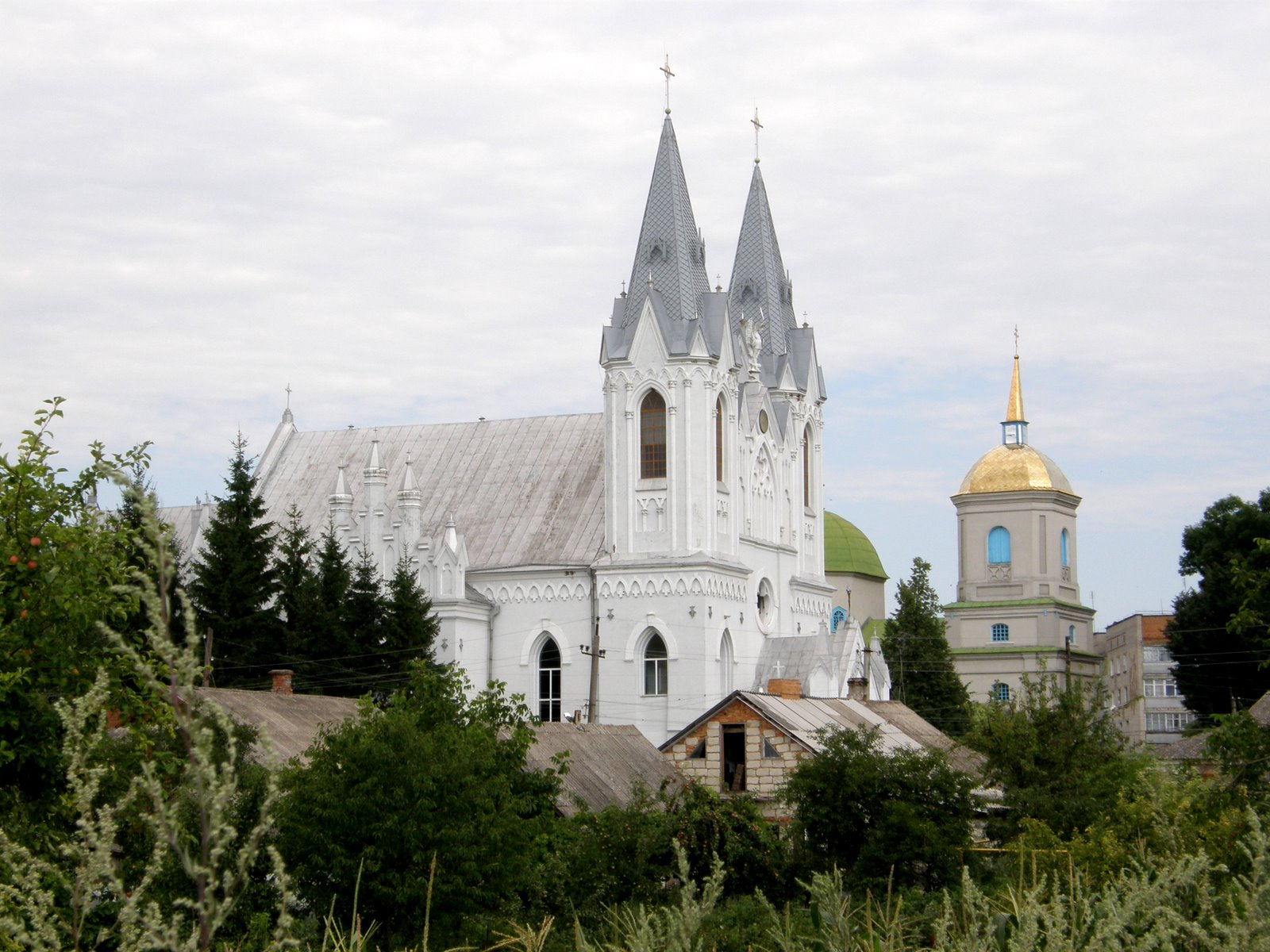
Костел св. Анни, м. Бар (1811 р.)
Костел Пречистого Серця Ісуса, м. Чернівці (1892-1894 рр.)
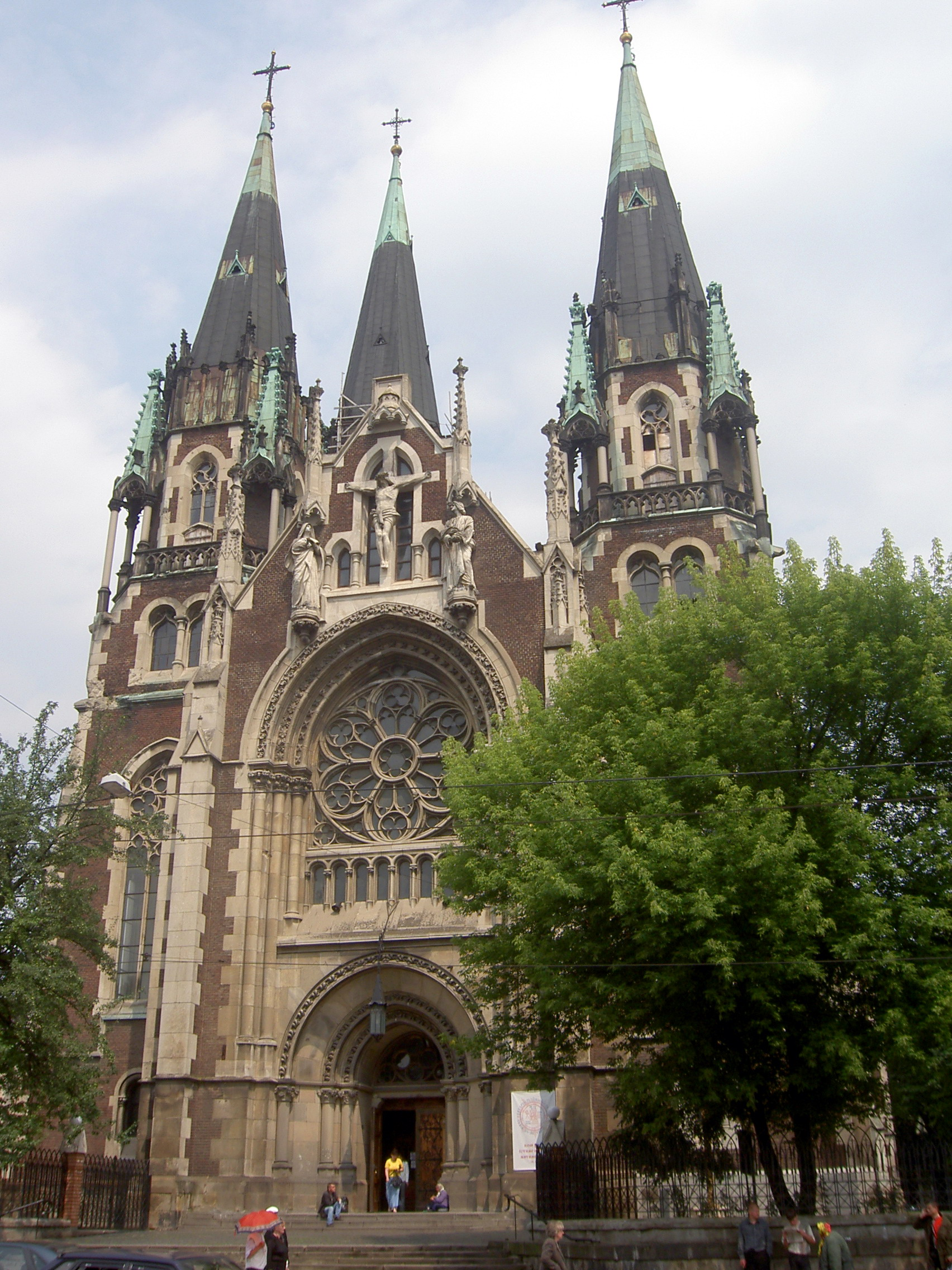
Костел Святої Ельжбети, тепер Церква святих Ольги і Єлизавети, м. Львів (1903-1911 рр.)
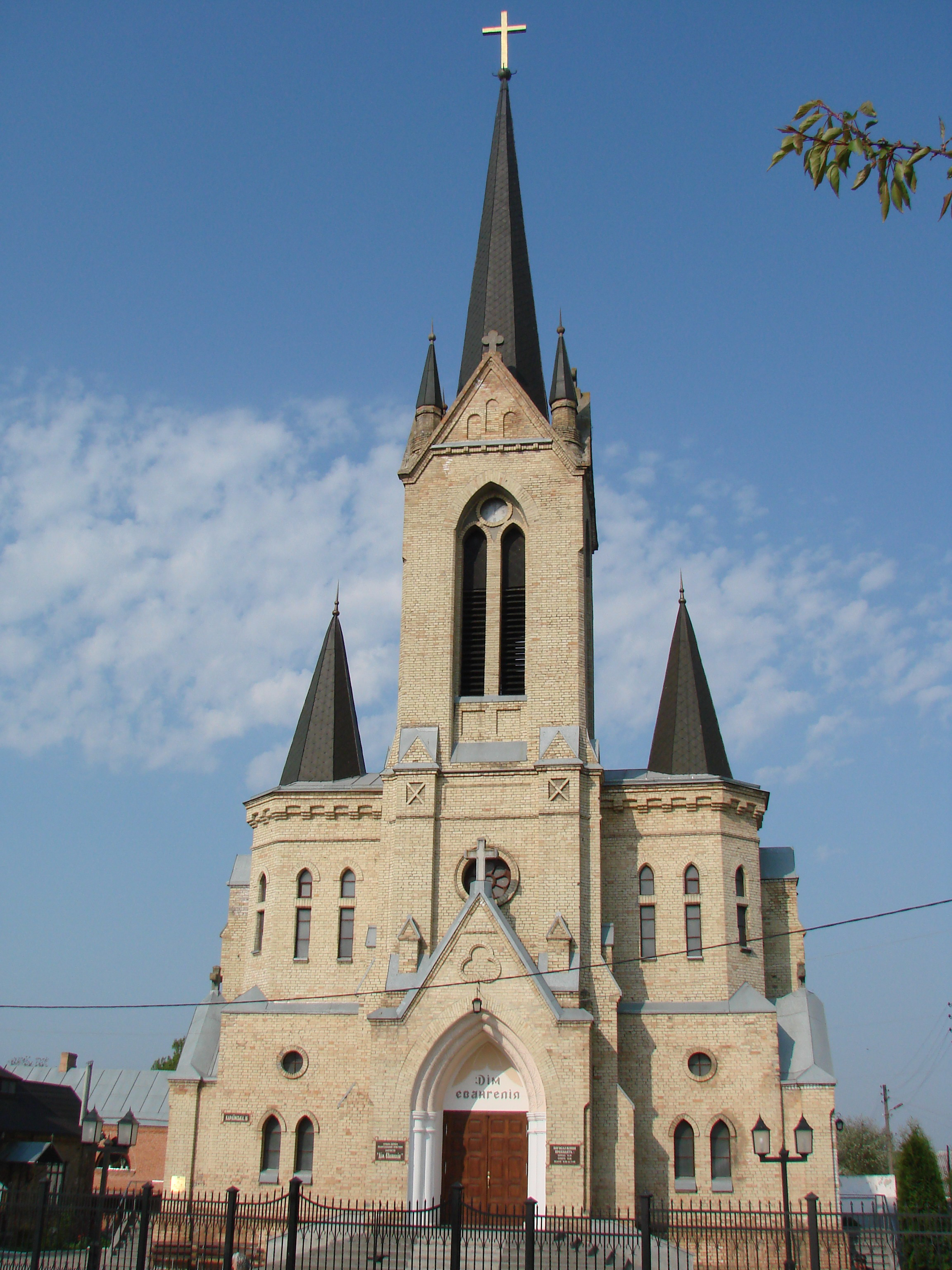
Кірха, нині Дім Євангелія, м. Луцьк (1906—1907 рр.)
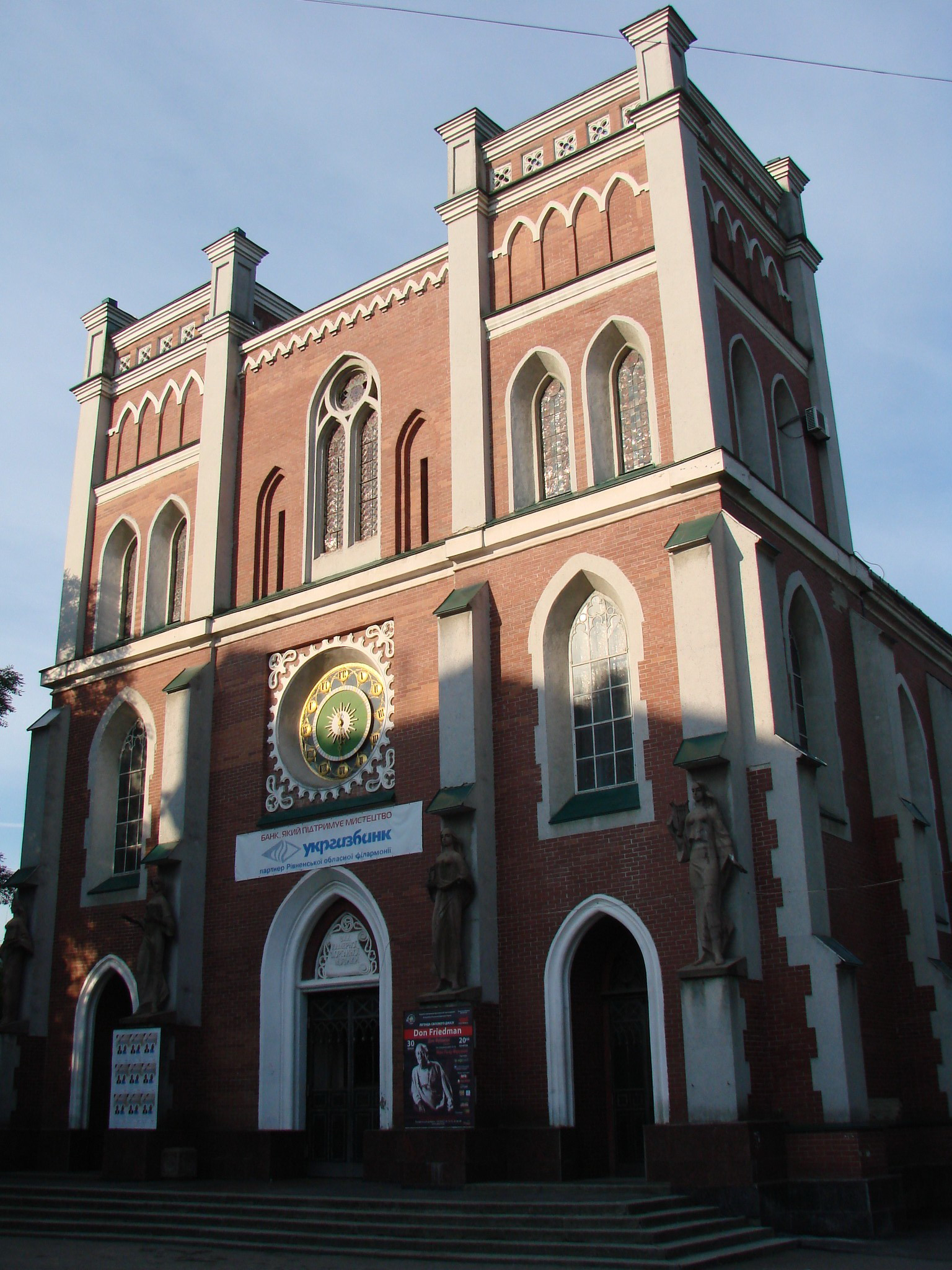
Костел, нині зала органної музики, м. Рівне (1890-ті рр.)
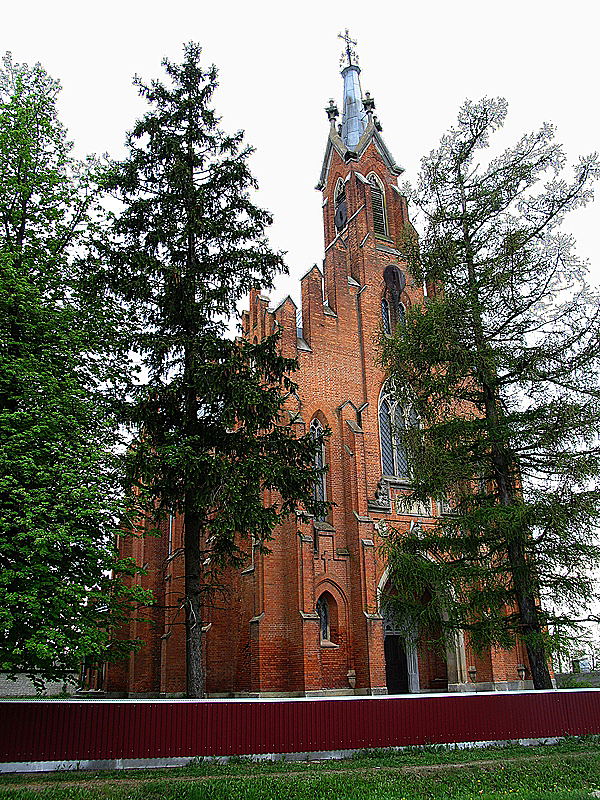
Костел святої Анни, с. Озеряни (1875 р.)
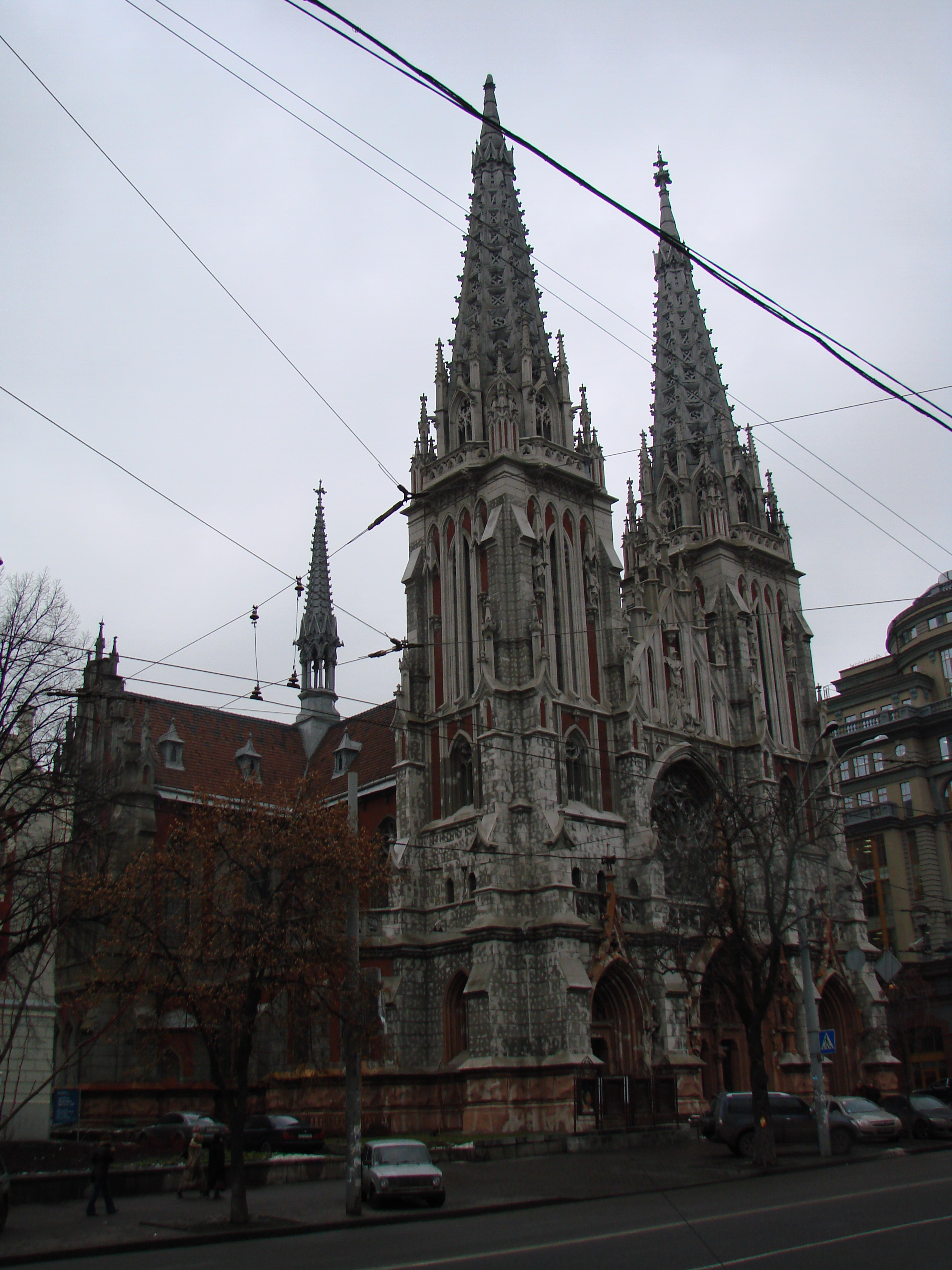
Костел св. Миколая, м. Київ (арх. Городецький, 1899-1909 рр.)
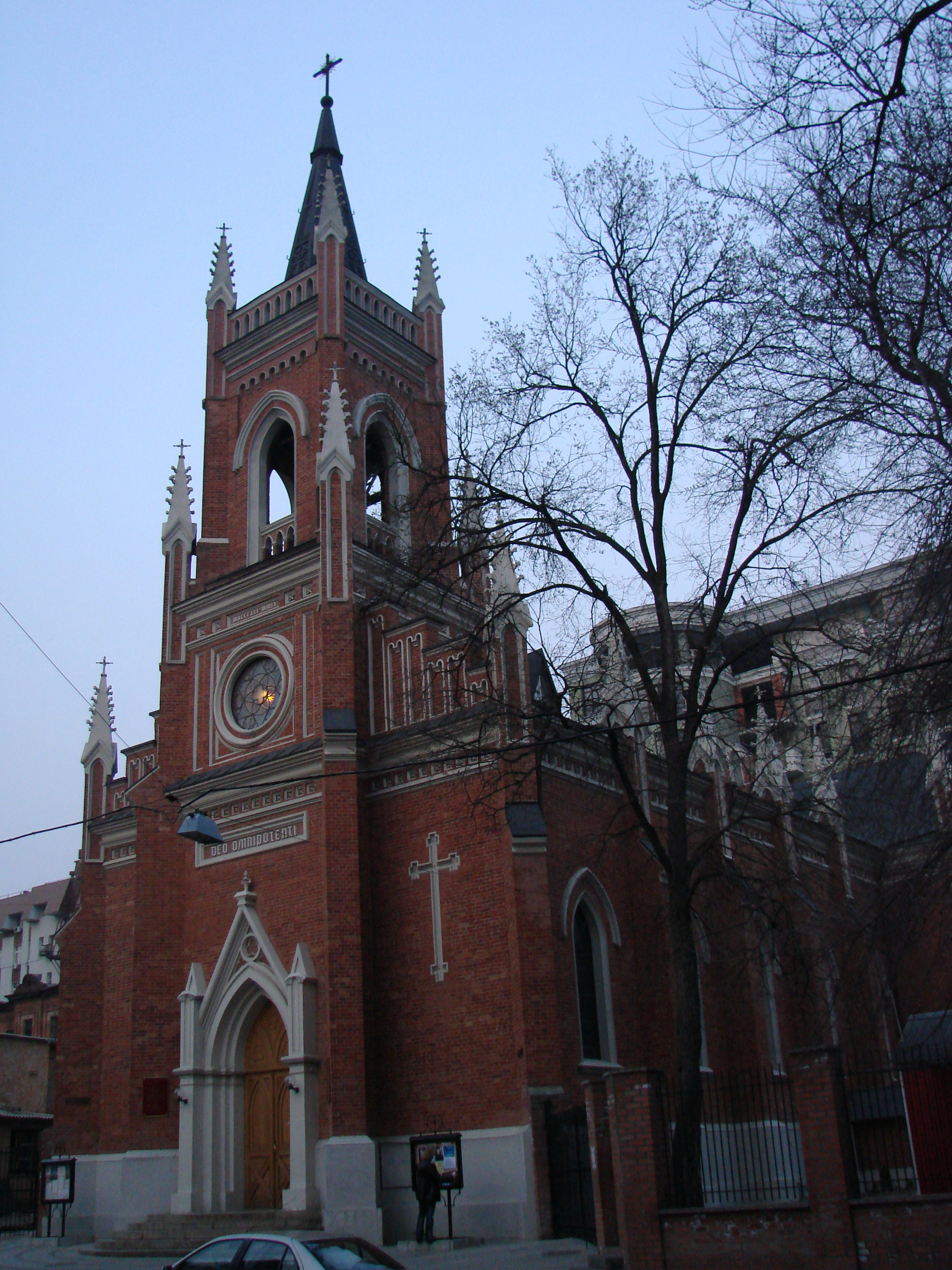
Собор Успіння Пресвятої Діви Марії, м. Харків (1887-1892 рр.)
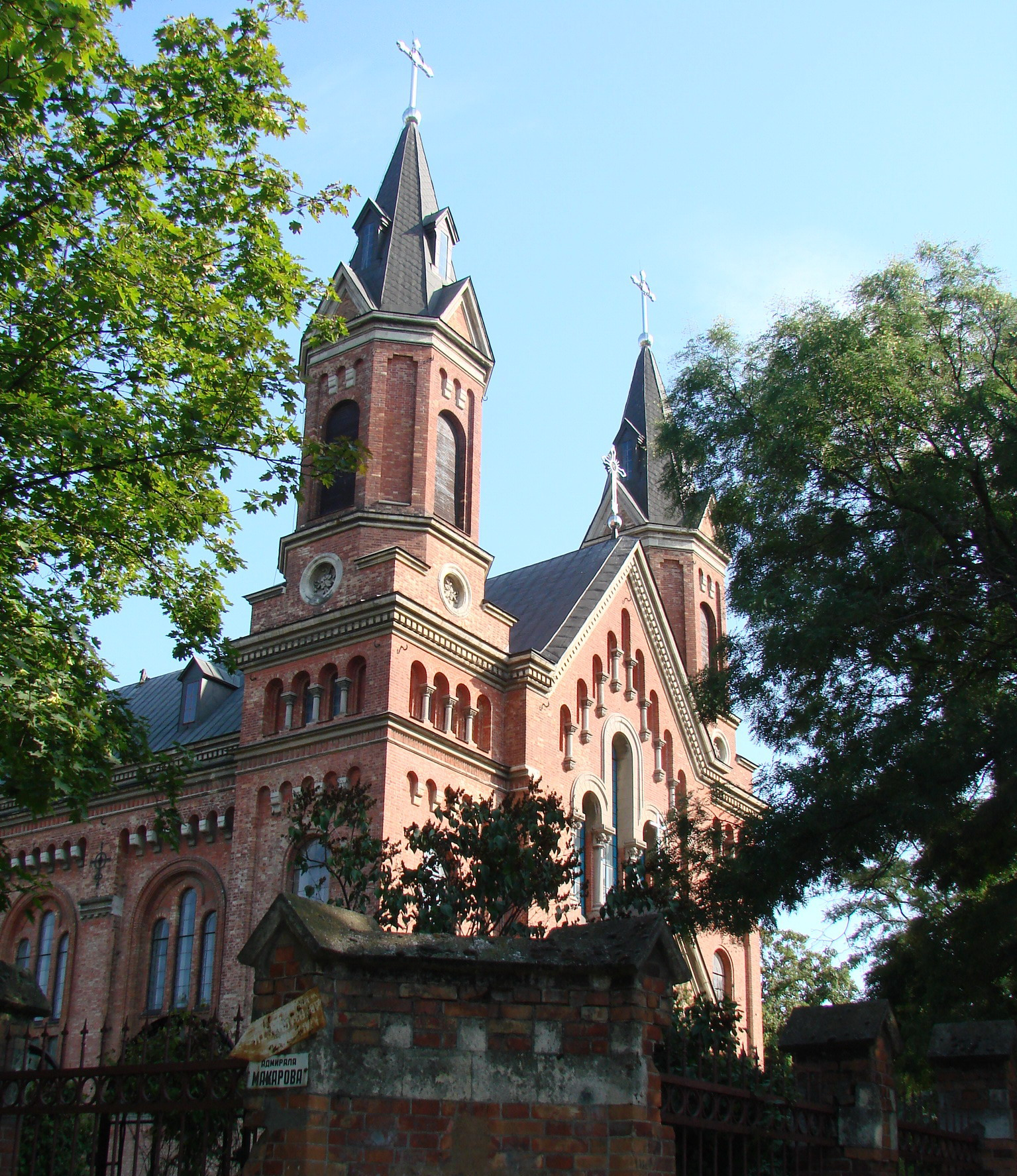
Костел Св.Йосифа, м. Миколаїв (арх. В. Домбровський, 1891-1895 рр.)
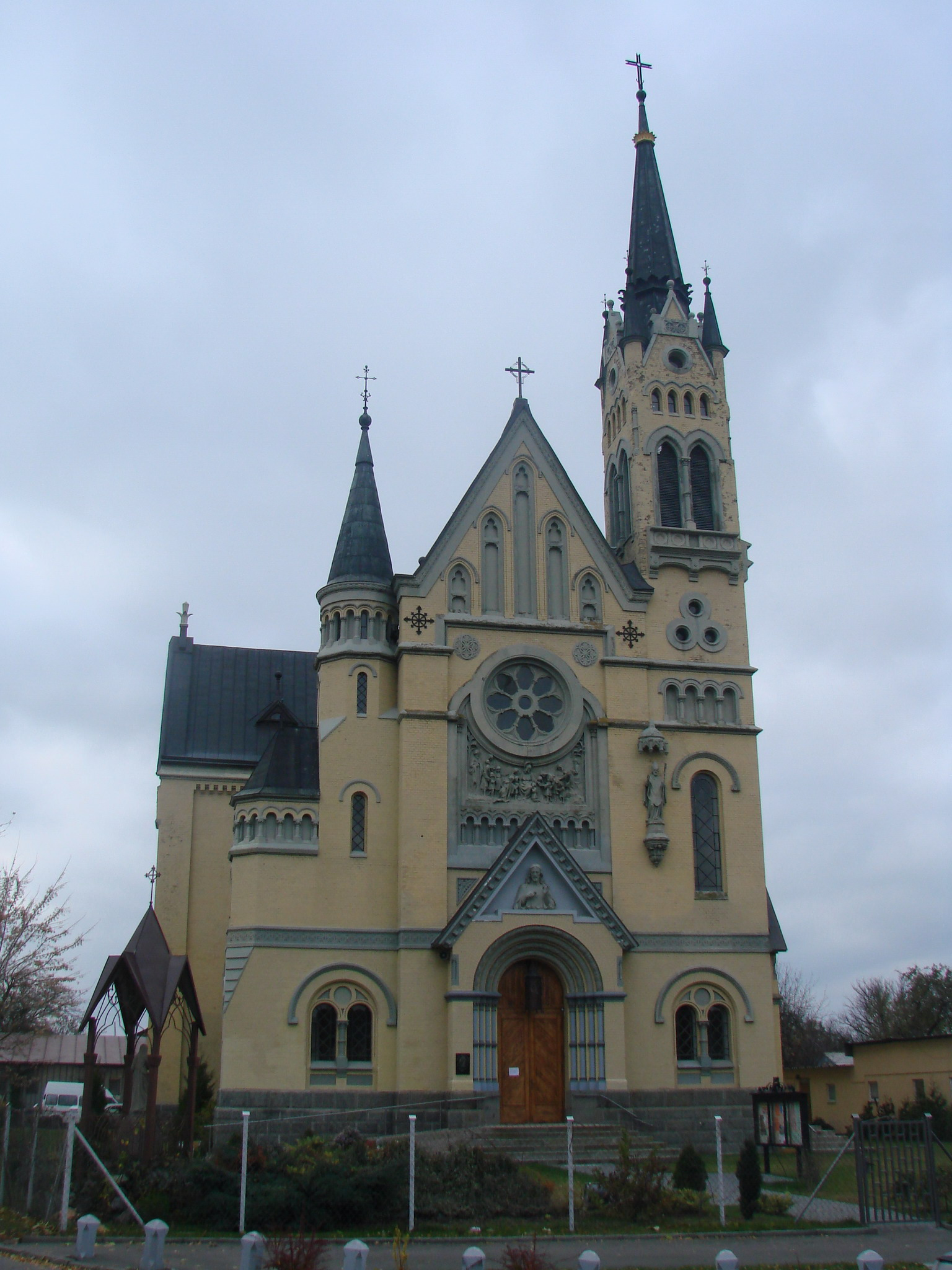
Костел Воздвиження Святого Хреста, м. Фастів (арх. В. Домбровський, 1903—1911 рр.)
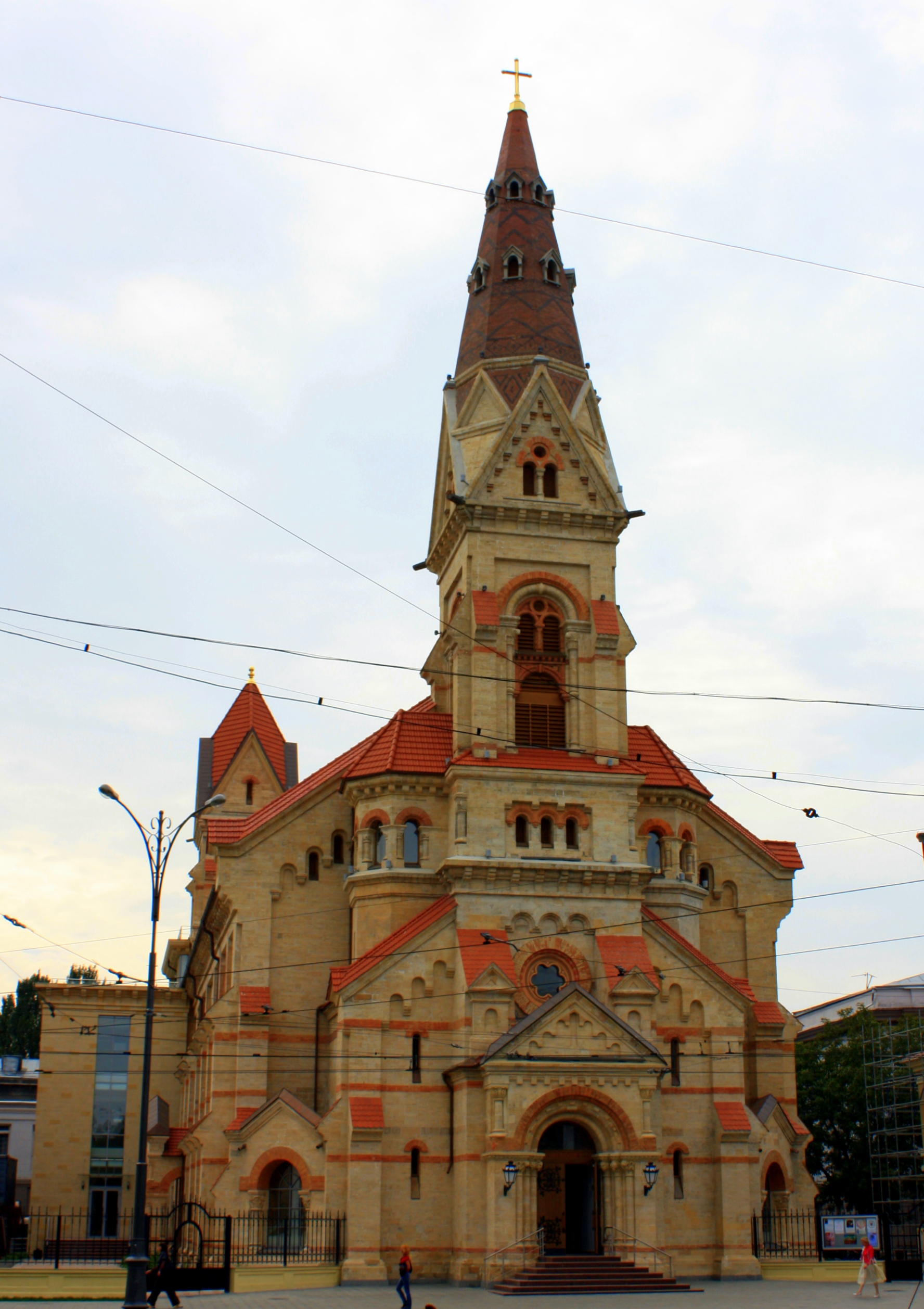
Лютеранський кафедральний собор України Св. Павла , м. Одеса (арх. Г. К. Шеврембрандт, 1897 р.)
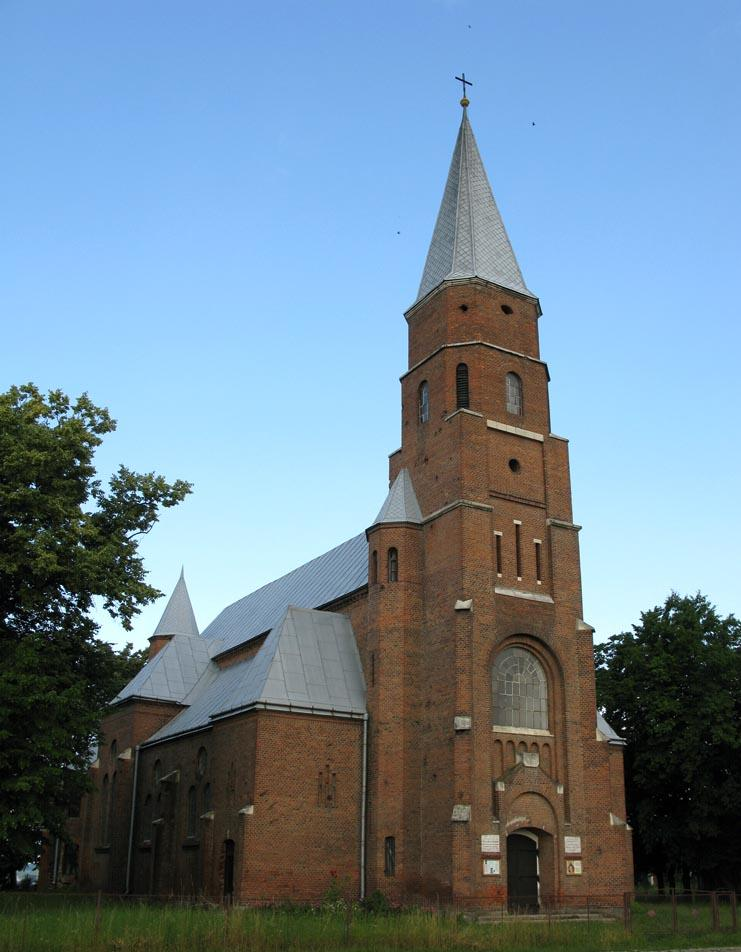
Костел Матері Божої Внебовзятої у містечку Отинія (1905—1918 рр.)
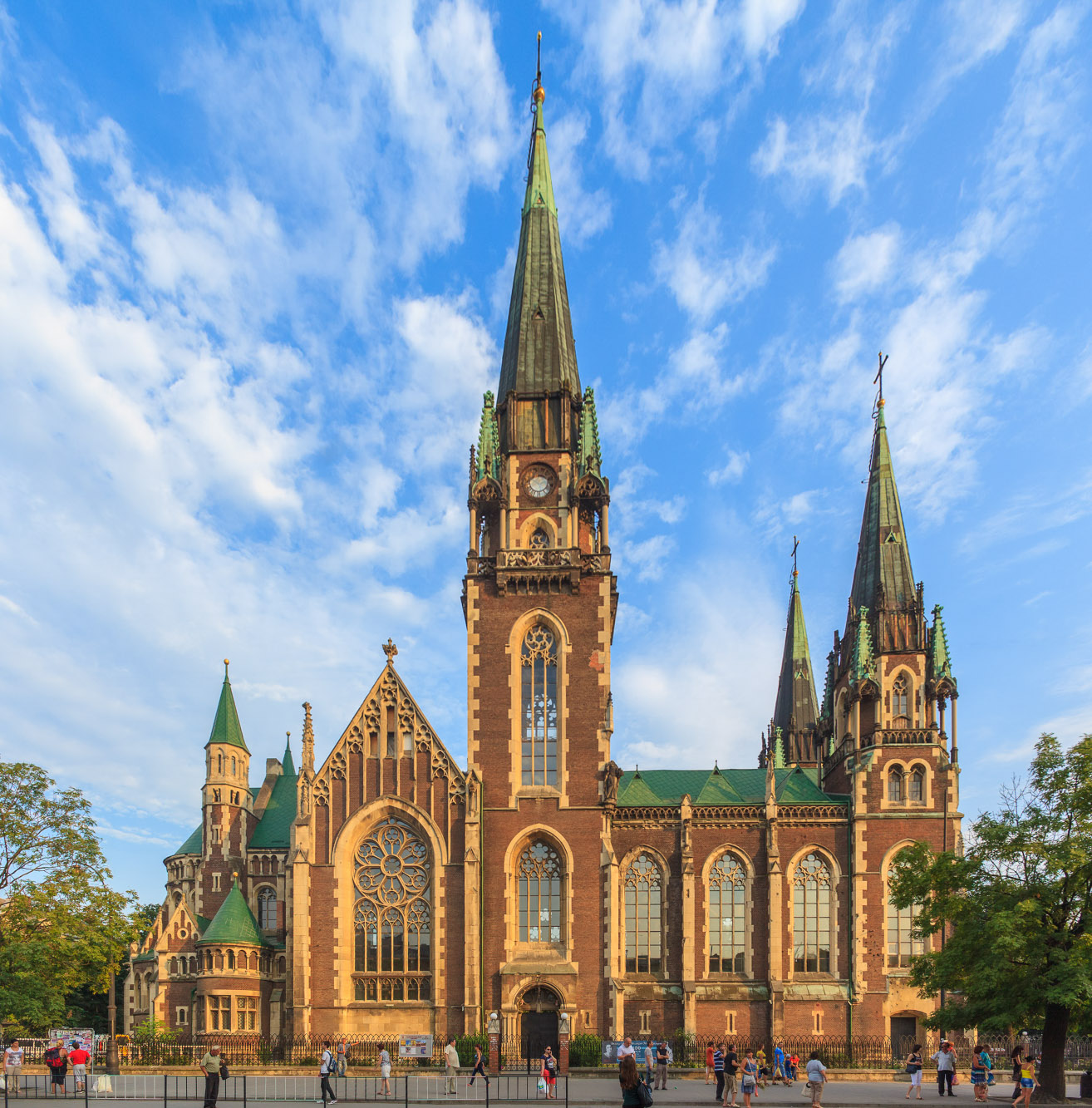
Церква свв. Ольги і Єлизавети у Львові
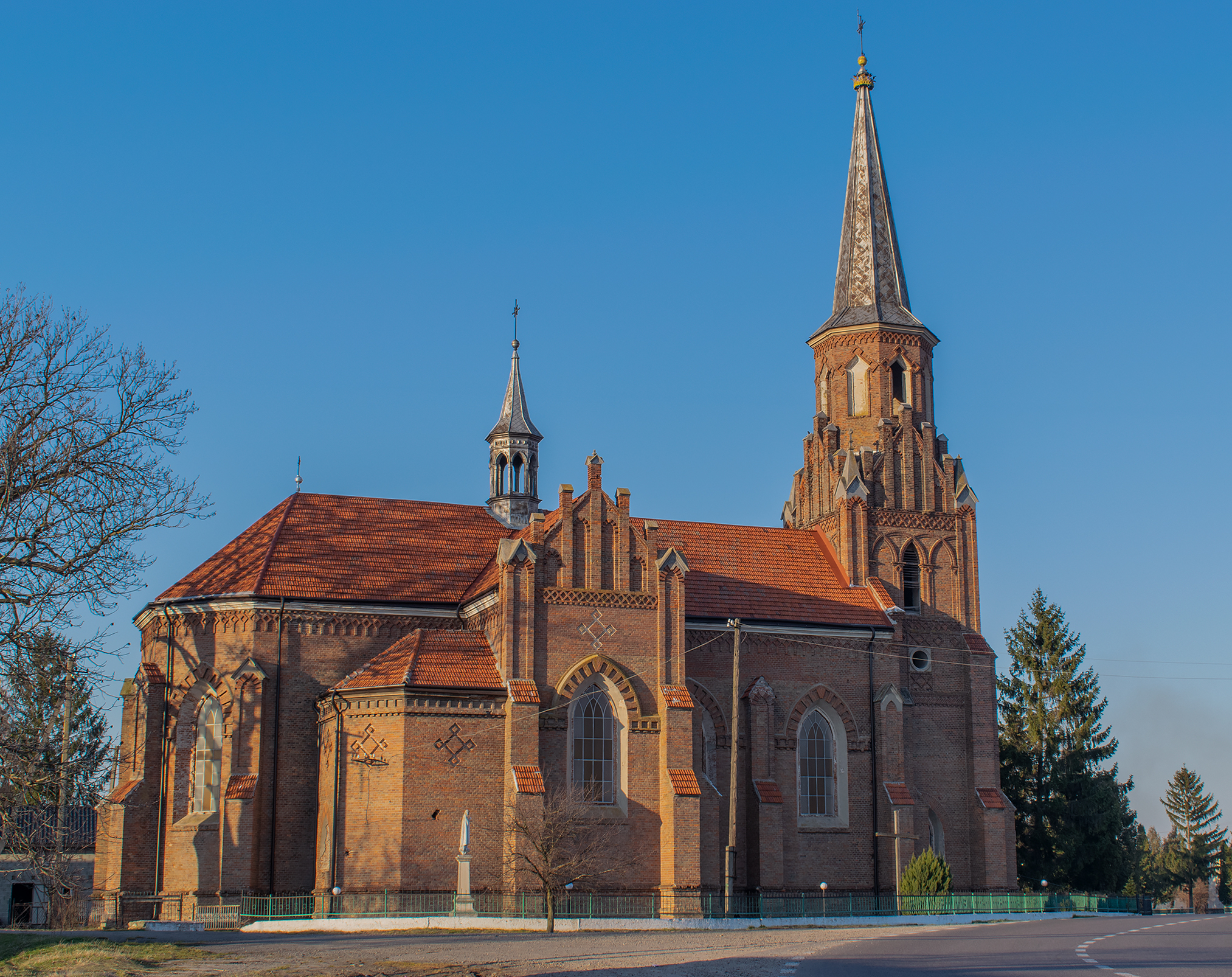
Костел Найсвятішого Серця Ісусового с. Стоянів Львівської області
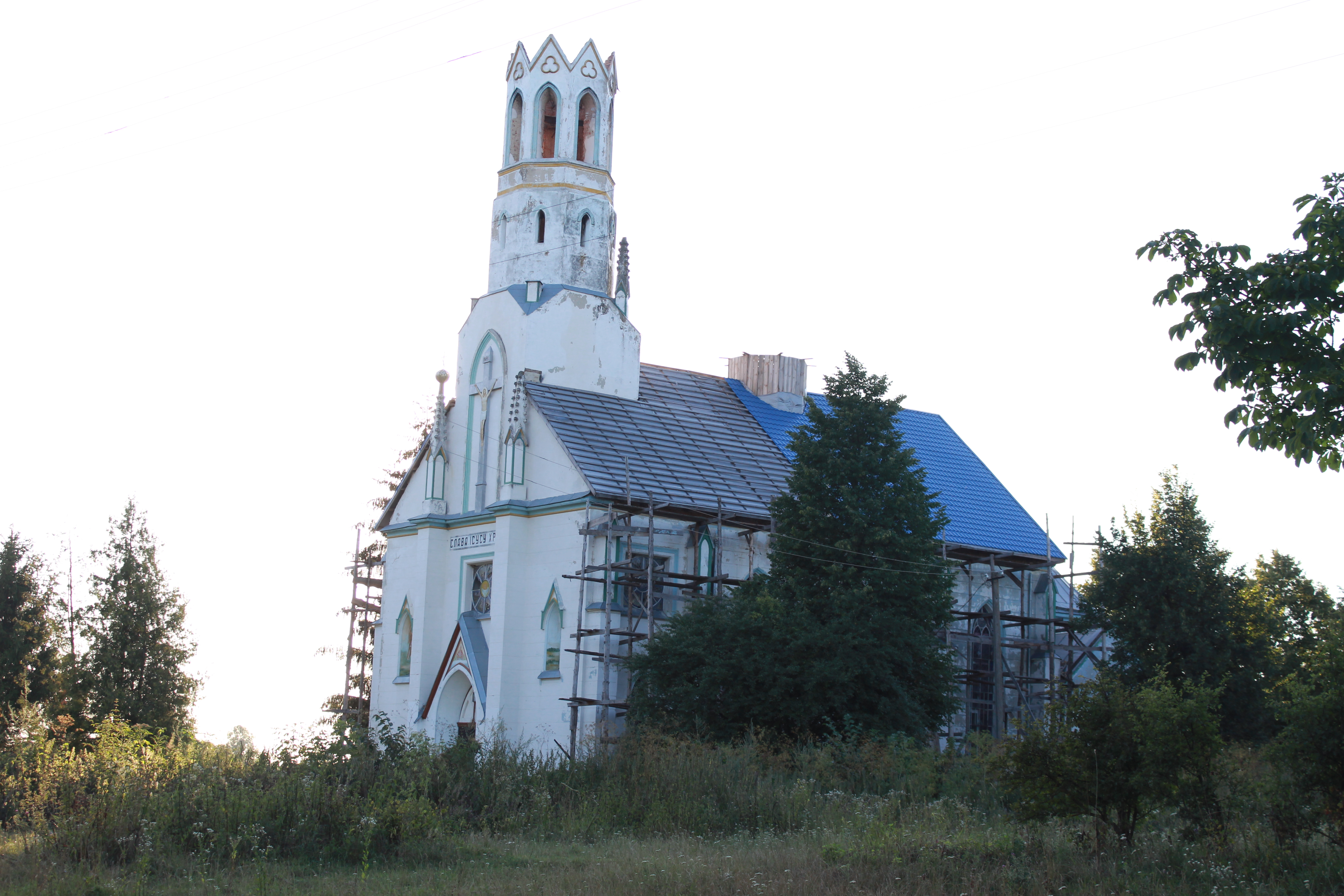
Церква Різдва Богородиці в Терешках
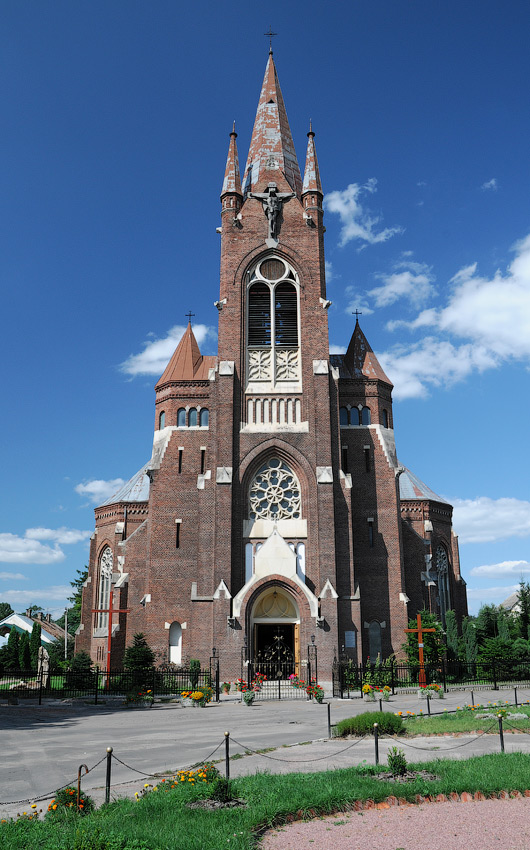
Костел Внебовзяття Пресвятої Діви Марії у Кам'янці-Бузькій

## Неоготика в інтер'єрах

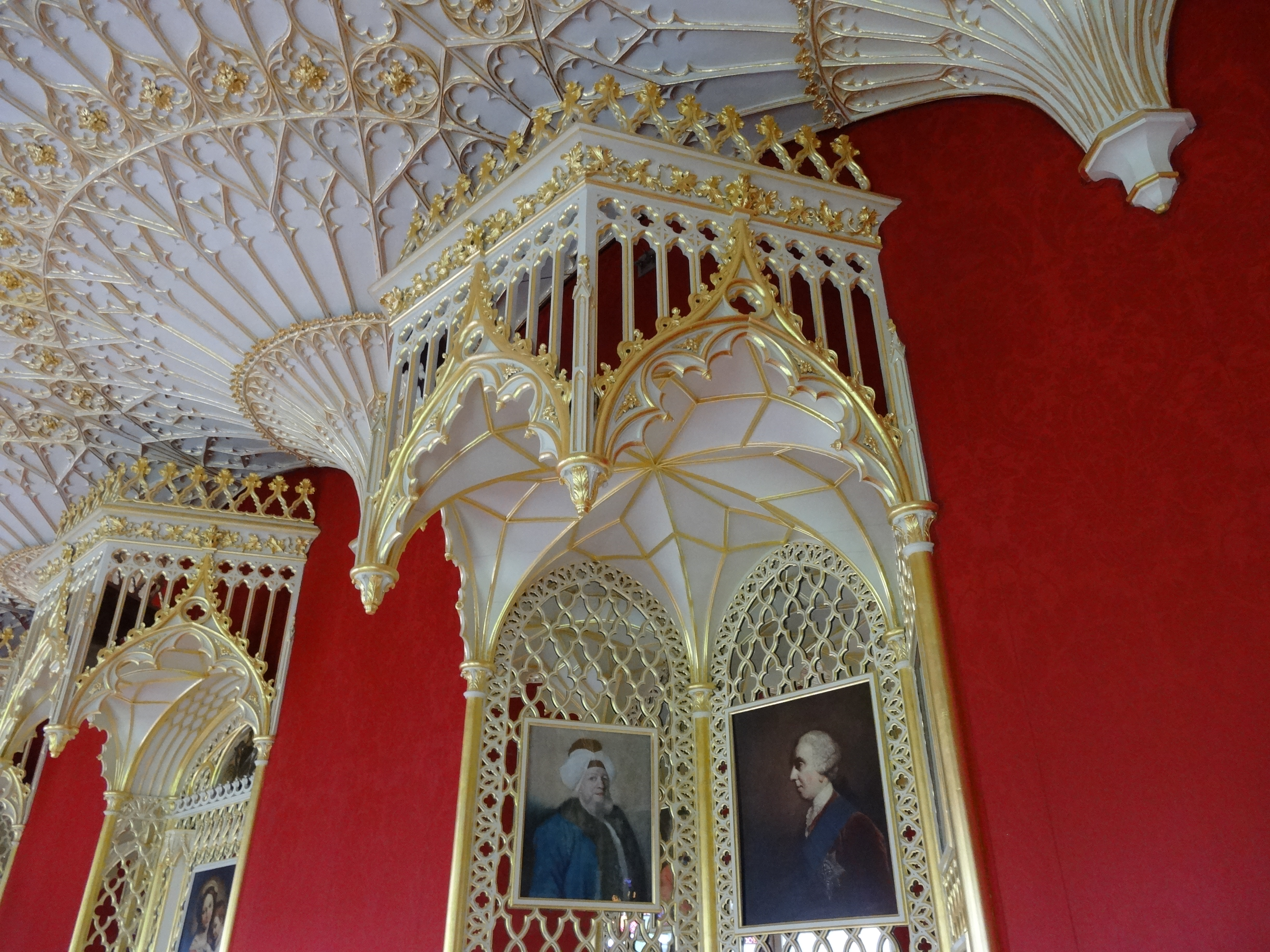
Палац Гораса Волпола Стробері-Гілл, декор у стилі неоготики
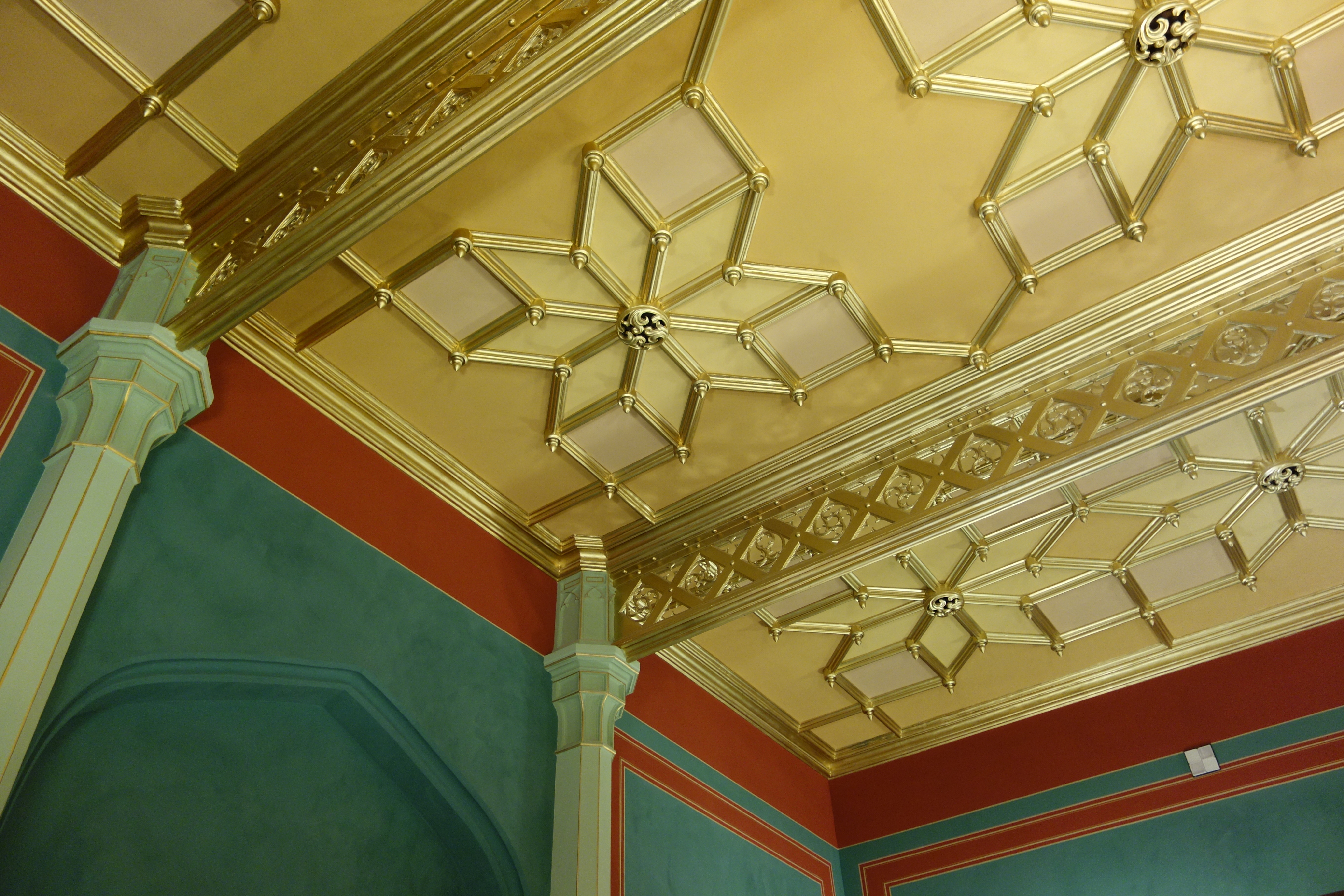
Вокзал Вроцлав-Головний, елемент стелі
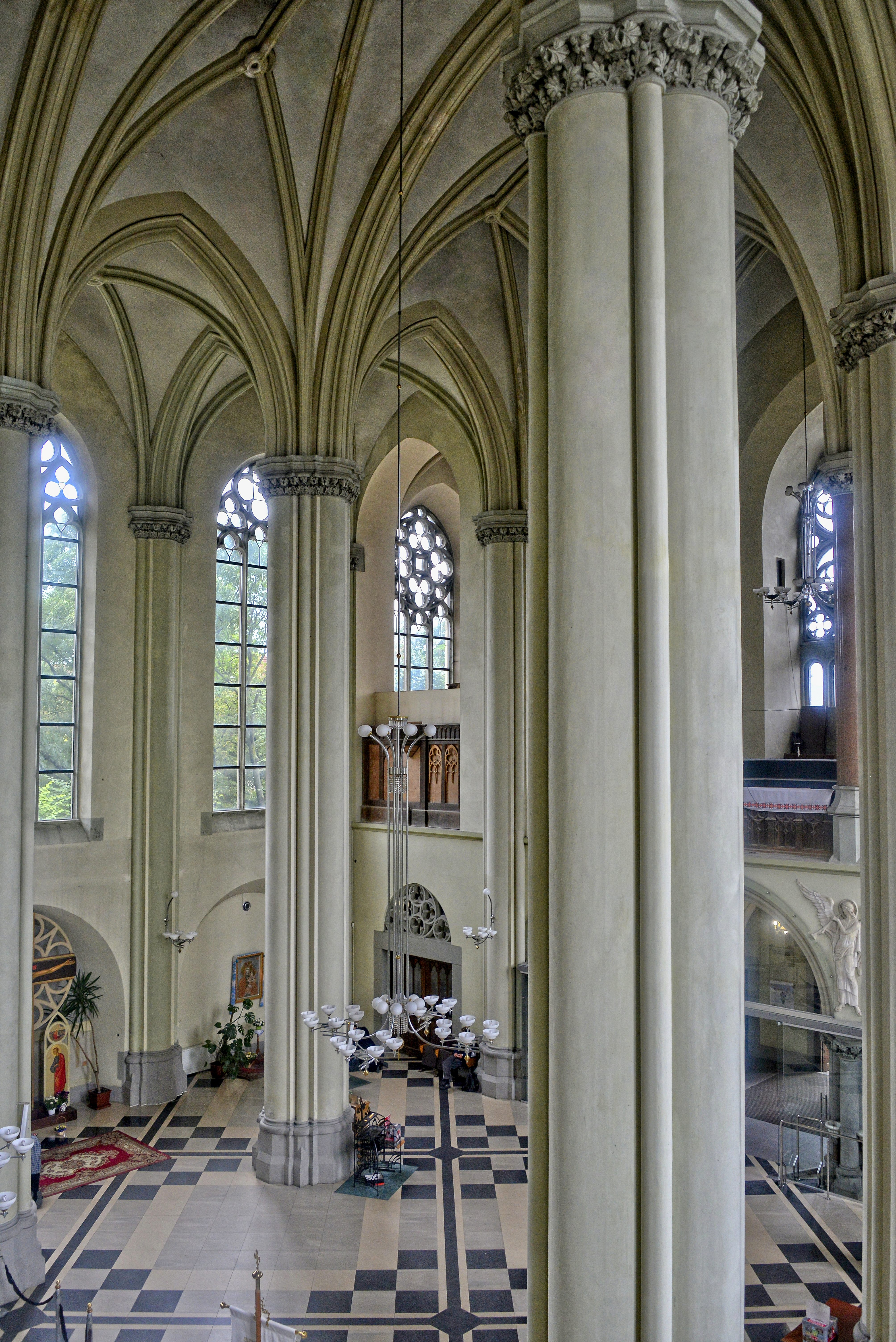
Колони і склепіння церкви свв. Ольги і Єлизавети у Львові